# Kvantové provázání

Abstraktní srovnání kvantového provázání a klasické korelace. Kotouč nalevo odpovídá maximálně provázanému stavu, kotouč napravo pak jeho „klasické“ variantě. Více informací lze najít v popisku po kliknutí na animaci a dále v oddíle „Myšlenkový experiment“ níže.

Pojem kvantové provázání (někdy též kvantové propletení, anglicky quantum entanglement) označuje v kvantové mechanice vlastnost dvou (nebo více) částic, jejichž kvantový stav je propojen a to bez ohledu na jejich vzájemnou fyzickou vzdálenost. Ze zjištění stavu jedné částice lze zjisti stav druhé provázané částice. Kvantově provázané částice mají praktické uplatnění pro kvantovou teleportaci, kvantovou kryptografii, superhusté kódování nebo v kvantových počítačích.
Kvantový stav systému obsahuje veškerou informaci, kterou lze měřeními o tomto systému získat. V kvantové fyzice je proces měření netriviální úkon, kde naměřený výsledek neodlučitelně závisí i na zvoleném způsobu měření. V závislosti na zvoleném způsobu pak měření dává obecně jiné výsledky. Provádíme-li jistá měření na dvou podsystémech, mohou výsledné hodnoty různých měření vykazovat velmi silné korelace. Lidově řečeno, výsledky měření pro první a druhý podsystém se chovají velmi podobně. A to natolik, že tuto podobnost nelze vysvětlit pomocí klasické fyziky. Takto silné korelace mezi výsledky měření na kvantových podsystémech jsou projevem kvantového provázání.
Kvantové provázání je jedním z charakteristických rysů kvantové mechaniky, který nemá obdobu v klasické mechanice a znesnadňuje tak intuitivní popis pomocí pojmů známých z běžného života. V posledních desetiletích je předmětem velmi intenzivního výzkumu, a to jak teoretického, tak experimentálního.
Rozdíl mezi kvantovým provázáním a klasickou korelací je abstraktně ilustrován v animaci napravo, kde točící se kotouče znázorňují měření dvojic fotonů pomocí různě natočených detektorů. Dvojice fotonů, které jsou detekovány kotoučem nalevo, jsou v kvantově provázaném stavu {\displaystyle |\psi \rangle }, zatímco kotouč pravý detekuje fotony, jež jsou v neprovázaném stavu {\displaystyle \rho }. Jeden foton z každé dvojice dopadá buď do oranžového nebo do fialového detektoru v jedné polovině kotouče, foton druhý podobně dopadá do jednoho z detektorů ve druhé polovině kotouče. V případě provázaného stavu se rozsvítí vždy detektory stejné barvy, bez ohledu na natočení měřicího přístroje. Totéž neplatí pro stav {\displaystyle \rho }, kde lze pozorovat i případy, kdy se rozsvítí oranžový s fialovým detektorem. Ukazuje se, že chování kotouče vlevo, kde se vždy rozsvítí stejná barva, nelze popsat pomocí klasické fyziky.

## Definice

### Matematická definice
Ve své nejjednodušší podobě lze kvantové provázání definovat následovně. Mějme fyzikální systém {\displaystyle {\mathcal {S}}}, k němuž je v souladu s kvantově-mechanickým popisem přidružen Hilbertův stavový prostor {\displaystyle {\mathcal {H}}}. Nechť je tento systém složen ze dvou podsystémů {\displaystyle {\mathcal {S}}_{1}} a {\displaystyle {\mathcal {S}}_{2}} se stavovými prostory {\displaystyle {\mathcal {H}}_{1}} a {\displaystyle {\mathcal {H}}_{2}}. Nechť se dále systém {\displaystyle {\mathcal {S}}} nachází v nějakém stavu {\displaystyle |\psi \rangle }. O stavu {\displaystyle |\psi \rangle } řekneme, že je (kvantově) provázaný (anglicky entangled), pokud tento stav nelze zapsat jako tenzorový součin stavu prvního a stavu druhého podsystému. Neboli:
{\displaystyle |\psi \rangle \ {\text{je kvantově provázaný stav}}\quad \Leftrightarrow \quad |\psi \rangle \neq |\psi _{1}\rangle \otimes |\psi _{2}\rangle ,\qquad {\text{kde}}\qquad |\psi \rangle \in {\mathcal {H}},\quad |\psi _{1}\rangle \in {\mathcal {H}}_{1},\quad |\psi _{2}\rangle \in {\mathcal {H}}_{2}.}
O podsystémech {\displaystyle {\mathcal {S}}_{1}} a {\displaystyle {\mathcal {S}}_{2}} pak říkáme, že jsou (kvantově) provázané, nacházejí-li se v provázaném stavu. Jako příklad si můžeme za fyzikální systém {\displaystyle {\mathcal {S}}} vzít jeden pár částic. Podsystém {\displaystyle {\mathcal {S}}_{1}} je pak první částice a podsystém {\displaystyle {\mathcal {S}}_{2}} je druhá částice. Stav {\displaystyle |\psi \rangle } je pak vlnová funkce popisující chování těchto dvou částic společně, stav {\displaystyle |\psi _{1}\rangle } je vlnová funkce pouze první částice a {\displaystyle |\psi _{2}\rangle } je vlnová funkce pouze druhé částice.
Kvantové provázání pro více než dva podsystémy lze zavést analogicky výše uvedené definici. V systémech s velkým počtem podsystémů může mít kvantové provázání velmi komplikovanou strukturu, kdy jsou různé podsystémy provázány jen s některými jinými podsystémy a/nebo jsou provázány různou měrou. Dosud jsme navíc předpokládali, že se fyzikální systém nachází v čistém kvantovém stavu. Kvantové provázání nicméně vykazují i stavy smíšené, jejichž studium je náročnější. Bližší podrobnosti lze nalézt v oddílech „Verifikace provázání“, „Kvantifikace kvantového provázání“ a „Typy korelací“ níže.
Dodejme, že kvantové provázání není vlastností fyzikálního systému samotného, ale pouze jeho stavu. Tentýž fyzikální systém se může obecně nacházet v různých stavech, a to jak těch provázaných, tak i těch neprovázaných. Pro kvantové provázání není dále podstatné o jaký stupeň volnosti, tj. fyzikální vlastnost, uvažovaného systému se jedná. Kvantově provázaný stav uvedený v rámečku níže tedy můžeme uvažovat ne pro polarizaci fotonů, nýbrž pro spin elektronů. Dostáváme tak stav {\displaystyle |\psi _{AB}\rangle =(1/{\sqrt {2}})\left(\left|\uparrow \right\rangle _{A}\otimes \left|\uparrow \right\rangle _{B}-\left|\downarrow \right\rangle _{A}\otimes \left|\downarrow \right\rangle _{B}\right)}, kde {\displaystyle \left|\uparrow \right\rangle } označuje spin elektronu rovný +1/2 a {\displaystyle \left|\downarrow \right\rangle } značí spin elektronu o hodnotě −1/2, kde spin měříme podél osy {\displaystyle z}. Protože vlastnosti takového stavu se spinem jsou z pohledu provázání totožné s vlastnostmi stavu s polarizací fotonů, můžeme místo stavů {\displaystyle \left|H\right\rangle } či {\displaystyle \left|\uparrow \right\rangle } uvažovat jistý abstraktní stav {\displaystyle \left|0\right\rangle } a podobně místo {\displaystyle \left|V\right\rangle } či {\displaystyle \left|\downarrow \right\rangle } uvažujme stav {\displaystyle \left|1\right\rangle }. Výsledný stav má tak tvar
{\displaystyle |\psi _{AB}\rangle ={\frac {1}{\sqrt {2}}}\left(\left|0\right\rangle _{A}\otimes \left|0\right\rangle _{B}-\left|1\right\rangle _{A}\otimes \left|1\right\rangle _{B}\right).}
Tato konvence, využívající abstraktní označení 0 a 1, je použita ve zbytku tohoto článku s výjimkou oddílu „Myšlenkový experiment“. Jednou z dalších fyzikálních realizací právě uvedeného stavu je i stav použitý ve dvou-dvouštěrbinovém experimentu. Pro popis tohoto experimentu není třeba vědět, co je polarizace fotonů či spin elektronů, neboť se v jeho případě jedná o provázání mezi směry, ve kterých mohou fotony letět ke štěrbinám. Zvídavého čtenáře se slabou znalostí kvantové mechaniky proto odkážeme i na odpovídající článek.

### Klasické provázání
Výše uvedená definice kvantového provázání se přísně vzato nevztahuje pouze na dva odlišné fyzikální podsystémy. Zcela stejnou matematickou definici můžeme použít i v případě, kde fyzikální systém {\displaystyle {\mathcal {S}}} tvoří pouze jediná částice a za dva její podsystémy bereme dvě její vlastnosti (přesněji řečeno, dva její stupně volnosti). V případě fotonů můžeme vzít například hybnost a polarizaci fotonu. Tehdy řekneme, že je foton provázaný ve své hybnosti a polarizaci, nelze-li společný stav {\displaystyle |\psi _{\text{(hyb + pol)}}\rangle } hybnosti a polarizace fotonu napsat ve tvaru {\displaystyle \left|\psi _{\text{hyb}}\right\rangle \otimes \left|\psi _{\text{pol}}\right\rangle }, kde {\displaystyle \left|\psi _{\text{hyb}}\right\rangle } je pouze stav hybnosti fotonu a {\displaystyle \left|\psi _{\text{pol}}\right\rangle } je pouze stav polarizace fotonu.
Takto chápaná definice kvantového provázání, formálně matematicky totožná s první definicí uvedenou výše, dovoluje zavést pojem klasické provázání (anglicky classical entanglement). Důvodem takového pojmenování je fakt, že takovéto „provázané“ stavy lze nalézt i v klasické fyzice. Zásadním rozdílem mezi klasickým provázáním a kvantovým provázáním je nicméně nelokalita podsystémů. Zatímco v případě kvantového provázání mohou být oba podsystémy od sebe vzdáleny miliony kilometrů a výsledky měření zdánlivě popírají teorii relativity, v případě klasického provázání k žádným podobným paradoxům nedochází, protože měříme vlastnosti jediné částice. Pojmenování klasické provázání je tedy zavádějící. Ačkoli je formálně vzato použita stejná definice provázání, není přítomen rys kvantové mechaniky, který vůbec vedl k zavedení pojmu kvantového provázání — nelokalita, jenž zdánlivě umožňuje šíření informace rychleji než je rychlost světla.

## Historie a původ pojmenování

### První polovina 20. století
Prvními, kdo upozornili na existenci velmi silných korelací v kvantové mechanice, byl Albert Einstein a jeho dva spolupracovníci z Princetonu, Boris Podolsky a Nathan Rosen. Ve svém článku „Can Quantum-Mechanical Description of Physical Reality Be Considered Complete?“ (česky: „Může být kvantově-mechanický popis fyzikální reality považován za kompletní?“) z roku 1935 došli k závěru, že tyto korelace popírají teorii relativity, protože umožňují šíření informace rychleji než je rychlost světla. Tím pádem nemůže být kvantová mechanika kompletní fyzikální teorií. Podle nich vlnová funkce nepopisuje zcela chování fyzikálního systému a je potřeba k ní dodat něco, co znemožní existenci silných korelací. Z prvních písmen příjmení autorů zmíněného článku se uvedenému fenoménu říká EPR paradox a páru částic vykazujících takto silné korelace se začalo říkat EPR páry.
Ještě téhož roku publikoval v reakci na objev Einsteina a spoluautorů Erwin Schrödinger svůj (německy psaný) rozsáhlý článek „Die gegenwärtige Situation in der Quantenmechanik“ (česky „O současném stavu kvantové mechaniky“) ve kterém se kromě jiného věnoval těmto korelacím a dal jim jméno Verschränkung, jež lze do češtiny přeložit jako překřížení či propletení. Krátce poté publikoval Schrödinger další dva anglicky psané články, v nichž se věnuje tématu kvantového provázání podrobně. Označuje zde tento jev ne za jeden z mnoha rysů, ale právě za ten rys kvantové mechaniky, který ji odlišuje od mechaniky klasické (ve slavné větě „I would not call that one but rather the characteristic trait of quantum mechanics, the one that enforces its entire departure from classical lines of thought.“). Sám Schrödinger pak přeložil termín Verschränkung do angličtiny jako entanglement. Tento překlad je ale poněkud nešťastný, neboť entanglement znamená spíše chaotické zašmodrchání, než precizně popsané propletení. Termín entanglement se nicméně ujal a je zřídka používán i v češtině vedle oficiálního překladu kvantové provázání.
Einstein nebyl z existence kvantového provázání nadšen a označil ho v dopise Maxu Bornovi z roku 1947 slavným výrokem „spooky action at a distance“, což lze přeložit jako „děsivá akce na dálku“. Chtěl tak odkázat na fakt, že připuštěním existence kvantového provázání by na sebe tělesa v kvantové teorii působila nadsvětelnou rychlostí, podobně jako v případě Newtonovy klasické mechaniky, kde jeden objekt působí gravitační silou na druhý okamžitě na jakkoli velkou vzdálenost. Argument Einsteina, Podolskeho a Rosena, který si bral za příklad dvě částice provázané v jejich hybnosti a poloze, byl později zjednodušen Bohmem  do podoby, v jaké se kvantové provázání obvykle představuje dnes: na příkladu dvou částic se spinem 1/2, které jsou provázané ve svém spinu.

### Druhá polovina 20. století
V době objevu kvantového provázání nebyla technologie na takové úrovni, aby šlo provést experiment, který by potvrdil či vyvrátil existenci takovýchto korelací. Rozvedením myšlenek Einsteina a spoluautorů se navíc ukázalo, že kvantové provázání lze popsat za jistých okolností i klasicky, pomocí takzvaných skrytých proměnných. Dlouho se tak myslelo, že kvantový a klasický popis jsou dva možné způsoby jak popsat chování mikrosvěta. To se změnilo roku 1964, kdy severoirský vědec John Bell odvodil matematickou nerovnost, která ukázala, že tyto dva popisy nejsou ekvivalentní. Co víc, tuto nerovnost lze dokonce i experimentálně otestovat. Takovéto a podobným nerovnostem se začalo říkat Bellovy nerovnosti a experimentům, které se na základě těchto nerovností snaží vyvrátit popis pomocí skrytých proměnných, se říká Bellovy testy. Na výsledky Bella navázali Clauser, Horne, Shimony a Holt, kteří odvodili takzvanou CHSH nerovnost, jež se stala základem moderních Bellových testů.
Dosud všechny provedené Bellovy testy naznačují, že provázání nelze popsat skrytými proměnnými. Za pomyslnou tečku za sérií Bellových testů, které byly prováděny poslední půlstoletí, lze do značné míry považovat takzvané loophole-free Bellovy testy, které byly v roce 2015 provedeny třemi mezinárodními skupinami. Tyto testy v podstatě s konečnou platností vyvrátily možnost popisu kvantového provázání pomocí lokálních skrytých proměnných.
Kvantové provázání tedy nelze simulovat klasickou fyzikou. Matematická definice provázání je však tak flexibilní, že nespecifikuje vzájemnou polohu provázaných podsystémů. Když je tato definice slepě použita na dvě různé vlastnosti klasických objektů, lze i v jejich případě prokázat existenci provázání. Fyzikálně vzato ale v takovém případě nedochází k rozporu s teorií relativity, neboť se výsledky měření na jednom podsystému nemusejí šířit k podsystému druhému. Pro bližší informace viz oddíl „Klasické provázání“ výše.
V současnosti je kvantové provázání předmětem velmi intenzivního výzkumu, jak teoretického tak experimentálního. Jedním z velkých stále otevřených problémů moderní kvantové fyziky je klasifikace různých druhů provázání, pokud jde o strukturu provázaných stavů v závislosti na dimenzi a počtu provázaných podsystémů.

## Od definice ke korelacím
Matematická definice podaná výše nemusí být na první pohled lehce uchopitelná, uveďme si proto příklad konkrétního myšlenkového experimentu, kde je zdůrazněn rozdíl mezi provázaným a neprovázaným stavem dvou fotonů. Nejprve je vysvětlen pojem korelace, následuje schematický popis experimentu spolu s naměřenými výsledky a nakonec jsou výsledky ověřeny pomocí kvantově-mechanického výpočtu.

### Co je to korelace
Když se bavíme o kvantovém provázání, máme na mysli vztahy mezi výsledky různých měření na daném kvantovém systému. Pro pochopení kvantového provázání není příliš podstatné, o jaký kvantový systém se konkrétně jedná. A to natolik, že princip provázání lze ilustrovat na příkladu dvou „kvantových“ ponožek, z nichž každá je ukryta v samostatné krabici. Aniž bychom si na tomto místě kladli za cíl rigoróznost, uchýlíme se k vágním termínům, které ale doufejme lépe osvětlí základní myšlenku. V následujícím oddíle je pak stejná diskuze provedena rigorózně.
Představme si, že na začátku máme dvě uzavřené krabice a dvě osoby, Alici a Boba. Alice si vezme jednu krabici, Bob druhou. Tímto jsme připravili náš experiment. Nejprve předpokládejme, že obě ponožky jsou naprosto obyčejné. Dopředu víme pouze to, že jsou buď obě bílé nebo obě černé. Nevíme však, která z těchto dvou barev to je. Dostáváme tak následující situaci:
(bílá ponožka u Alice a bílá ponožka u Boba) nebo (černá ponožka u Alice a černá ponožka u Boba).
Ačkoli nevíme, jsou-li ponožky bílé či černé, víme s jistotou jejich vzájemný vztah: obě jsou rozhodně stejné barvy. Nyní řekneme Alici, ať otevře svou krabici a podívá se na barvu své ponožky. Ta to provede a zjistí, že barva její ponožky je, řekněme, bílá. Co z tohoto výsledku může Alice vyvodit o barvě ponožky Bobovy? Protože obě ponožky mají stejnou barvu, ví Alice okamžitě, že Bobova ponožka je také bílá. Naprosto analogický závěr bychom vyvedli, byla-li by Alicina ponožka černá. Říkáme, že barva Aliciiny ponožky je dokonale korelována s barvou ponožky Bobovy, ačkoli je zcela náhodné, jakou barvu tyto ponožky mají.
Tolik ke klasickým ponožkám. Obraťme nyní svoji pozornost na ponožky kvantové. Rozdíl oproti klasickým ponožkám tkví v tom, že se nyní barva ponožek může nacházet v kvantové superpozici mezi bílou a černou. Druhá věc, která je odlišná od klasického případu, je způsob, jakým Alice či Bob zjistí barvu svých ponožek. V kvantové mechanice v podstatě dáváme systému na vybranou, ve kterém z předem daných stavů se chce nacházet. Zatímco v klasickém případě jsme se v zásadě ptali své ponožky: „V jaké jsi barvě?“, musíme v kvantové mechanice svoji otázku formulovat jinak. Jednou z možností je: „Jsi bílá, nebo černá?“ Protože se ale kvantové ponožky mohou nacházet i v superpozici bílé a černé barvy, mohli bychom se zeptat i: „Jsi světle šedá, nebo tmavě šedá?“, kde slovy „světle šedá“ a „tmavě šedá“ se jen velmi nedokonale snažíme přiblížit pojem kvantové superpozice. Podobných otázek je ve skutečnosti nekonečně mnoho: Na každý odstín šedé se lze zeptat zvlášť. Dostáváme tak situaci:
(bílá ponožka u Alice a bílá ponožka u Boba) nebo (černá ponožka u Alice a černá ponožka u Boba) nebo (světle šedá ponožka u Alice a světle šedá ponožka u Boba) nebo (tmavě šedá ponožka u Alice a tmavě šedá ponožka u Boba) atd.
Ať se tedy zeptáme na jakoukoli otázku o jejich barvě, víme určitě, že obě ponožky dají stejnou odpověď. A to i když dopředu nevíme, ve které barvě se nacházejí. Existence tohoto vztahu pro velké množství otázek je přesně to, co odlišuje kvantové provázání od klasických korelací. Dostáváme shodu pro velké množství odstínů šedé. Klasické korelace se nenazývají klasické proto, že by byly vázané na klasické objekty, jako naše klasické ponožky výše. I kvantové ponožky nemusejí být nutně provázané a mohou vykazovat jen klasické korelace. Slovo klasické znamená, že vztahy mezi kvantovými ponožkami se podobají vztahům, které mezi sebou mají ponožky klasické. Jedním takovým případem jsou kvantové ponožky, které shodně odpoví „bílá“, zeptáme-li se jich „Jsi bílá, nebo černá?“, které ale v případě jiných odstínů šedé odpovídají různě. Takové ponožky by nám dávaly odpovědi typu:
(bílá ponožka u Alice a bílá ponožka u Boba) nebo (černá ponožka u Alice a černá ponožka u Boba) nebo (světle šedá ponožka u Alice a velmi tmavě šedá ponožka u Boba) nebo (světle šedá ponožka u Alice a lehce tmavě šedá ponožka u Boba) atd.
Vidíme, že pro světle šedou ponožku u Alice dostaneme někdy velmi tmavě šedou ponožku u Boba a někdy jen lehce tmavě šedou. V tomto případě tedy neexistuje jednoznačné přiřazení barev Aliciiny a Bobovy ponožky a korelace tak není dokonalá. Extrémním případem, kdy odpovědi jedné ponožky jsou zcela nezávislé na odpovědích ponožky druhé, odpovídají faktorizovaným kvantových stavům. Kvantově provázané stavy jsou přesně opakem těchto faktorizovaných stavů.

### Myšlenkový experiment
V následujícím textu zdůrazníme vlastnosti kvantového provázání tím, že porovnáme chování jednoho konkrétního provázaného stavu s jeho neprovázanou obdobou. Předpokládejme nejprve, že máme zařízení, které produkuje páry fotonů, kde pod pojmem pár se zde vždy rozumí dvojice, nikoliv několik. Tomuto zařízení budeme od teď říkat zdroj. Každý vytvořený foton má určitou polarizaci. Pro následující výklad není podstatná znalost pojmu polarizace, důležité je pouze to, že konkrétní polarizaci jednoho fotonu lze popsat pomocí dvou „základních“ polarizací, horizontální polarizace značené písmenem {\displaystyle H} a vertikální polarizace značené písmenem {\displaystyle V}. Pro konkrétnost uvažujeme provázaný stav tvaru
{\displaystyle |\psi \rangle ={\frac {1}{\sqrt {2}}}\left(\left|H,V\right\rangle _{AB}-\left|V,H\right\rangle _{AB}\right).}
Tento stav je koherentní superpozice stavů {\displaystyle |HV\rangle } a {\displaystyle |VH\rangle } s přesně danou vzájemnou fází rovnou {\displaystyle -1}. Klasickou obdobou této koherentní superpozice je situace, kdy zdroj vysílá v 50 procentech případů pár fotonů ve stavu {\displaystyle |HV\rangle } a ve zbylých 50 procentech pár fotonů ve stavu {\displaystyle |VH\rangle }. Všimněme si, že v těchto případech nemá pojem vzájemné fáze žádný smysl. Formálně se takovéto situaci říká statistická směs, která odpovídá smíšenému stavu {\displaystyle \rho } a kterou lze zapsat jako množinu dvou možností
{\displaystyle \{(p_{HV},|HV\rangle ),\quad (p_{VH},|VH\rangle )\},}
kde {\displaystyle p_{HV}} je pravděpodobnost vyslání fotonů ve stavu {\displaystyle |HV\rangle } (a podobně pro {\displaystyle p_{VH}}) a kde {\displaystyle p_{HV}=p_{VH}=1/2}. V braketovém formalizmu lze stav {\displaystyle \rho } zapsat ve tvaru
{\displaystyle \rho ={\frac {1}{2}}\left(\left|H,V\right\rangle _{AB}\left\langle H,V\right|_{AB}+\left|V,H\right\rangle _{AB}\left\langle V,H\right|_{AB}\right).}
Na animaci níže je vykresleno chování obou stavů. Generování a měření stavu {\displaystyle |\psi \rangle } je zobrazeno nalevo, napravo je pak situace pro stav {\displaystyle \rho }. První foton každého páru letí k měřicí stanici {\displaystyle A} ovládané experimentátorkou Alicí a druhý foton letí k měřicí stanici {\displaystyle B} ovládané experimentátorem Bobem. Oba experimentátoři mohou svůj měřicí přístroj natočit do libovolného úhlu. V základním nastavení měří přístroj, zda se přiletivší foton nacházel v polarizaci {\displaystyle H} nebo {\displaystyle V}. Takovému nastavení se říká měření v bázi {\displaystyle H/V} a v animaci to odpovídá měření, když je úhel natočení {\displaystyle \theta } roven nule. Tomuto měření se věnuje následující kapitolka.

Kvantové provázání označuje jev, kdy se výsledky měření v různých nastaveních měřicího přístroje chovají velmi podobně. Na videu jsou k vidění dva zdroje fotonových párů. Zdroj nalevo vysílá páry fotonů, které jsou kvantově provázané ve stavu, zatímco zdroj napravo vysílá fotony ve stavu, jenž je stavu v jistém smyslu co nejblíže a který současně vykazuje jen klasickou korelaci. Ať natočíme měřicí stanice do jakéhokoli úhlu, dopadají oba kvantově provázané fotony vždy buď oba do oranžových nebo oba do fialových detektorů. Naproti tomu v případě klasicky korelovaných fotonů se vyskytují i případy, kdy jeden foton dopadá na oranžový detektor a foton druhý přitom dopadá na detektor fialový (či naopak). Nejprve jsou polarizace měřeny v bázi, poté jsou měřicí aparatury natočeny o 67.5 stupňů a měření jsou zopakována v této nové bázi. Posléze jsou aparatury natočeny ještě jednou a opět je provedeno měření polarizace. Úhel natočení lze volit naprosto libovolně a proto je v poslední části animace ukázáno jak se pravděpodobnosti naměření jednotlivých polarizací mění plynule s tím, jak je úhel natočení měřicích aparatur měněn. Více informací lze najít v popisku po kliknutí na animaci.

#### Báze H/V
Jak plyne ze zákonů kvantové mechaniky, nemůžeme s jistotou dopředu vědět, jakou hodnotu dané fyzikální veličiny naměříme na nějakém kvantovém objektu. Jediné, co můžeme určit, je to, s jakou pravděpodobností tu kterou hodnotu naměříme. O co se zajímáme v případě kvantového provázání, je tedy to, jak se chovají tyto pravděpodobnosti pro měření na provázaných objektech. Abychom mohli odhadnout, s jakou pravděpodobností se fotony nachází v tom kterém stavu, musíme provést měření na velkém počtu fotonových párů, které ze zdroje vylétají. Takové měření je zobrazeno v animaci, kde je ovšem v každé bázi včetně {\displaystyle H/V} báze detekováno pouze osm párů fotonů, což nestačí na spolehlivý odhad pravděpodobnosti. Může se tak stát, že pro dvě možnosti naměříme poměrně rozdílný počet fotonů, ačkoli mohou nastat se stejnou pravděpodobností. Animace je tedy jen pro názornost, pěkně však ilustruje náhodnost kvantového měření. V následujícím předpokládáme, že Alice s Bobem změřili 1000 fotonových párů.
Když Alice a Bob měří své fotony v bázi {\displaystyle H/V}, ptají se v podstatě svých fotonů: „Jsi ve stavu {\displaystyle |H\rangle }, anebo ve stavu {\displaystyle |V\rangle }?“. Pro každý pár dostane Alice buď klik odpovídající odpovědi „Jsem ve stavu {\displaystyle |H\rangle },“ anebo klik odpovídající odpovědi „Jsem ve stavu {\displaystyle |V\rangle }.“ Analogicky pro Boba. Získané výsledky mohou vypadat následovně:
| Hodnota naměřená Alicí ({\displaystyle h_{A}}) | Hodnota naměřená Bobem ({\displaystyle h_{B}}) | Počet kliků pro stav {\displaystyle \|\psi \rangle }, kdy Alice naměřila {\displaystyle h_{A}} a současně Bob naměřil {\displaystyle h_{B}} | Počet kliků pro stav {\displaystyle \rho }, kdy Alice naměřila {\displaystyle h_{A}} a současně Bob naměřil {\displaystyle h_{B}} |
| ---------------------------------------------- | ---------------------------------------------- | --- | --- |
| {\displaystyle H}                              | {\displaystyle H}                              | 0 | 0 |
| {\displaystyle H}                              | {\displaystyle V}                              | 495 | 508 |
| {\displaystyle V}                              | {\displaystyle H}                              | 505 | 492 |
| {\displaystyle V}                              | {\displaystyle V}                              | 0 | 0 |

Z těchto výsledků plyne, že vždy, když Alice naměřila polarizaci {\displaystyle H} u svého fotonu, naměřil Bob polarizaci {\displaystyle V} u svého fotonu. Podobně, když Alice naměřila {\displaystyle V}, naměřil Bob polarizaci {\displaystyle H}. Výsledky měření jsou tedy pro Alici a Boba vždy opačné — jinými slovy, jsou dokonale korelovány. Tyto závěry platí jak pro kvantově provázaný stav {\displaystyle |\psi \rangle }, tak i pro neprovázaný stav {\displaystyle \rho }. Vidíme tak, že i stav neprovázaný vykazuje jisté korelace v měřeních. V případě stavu {\displaystyle \rho } se tyto korelace však objevují jen pro některá měřicí nastavení, jak uvidíme v následující kapitolce.
Jen pro úplnost dodejme, že pokud Alice naměří hodnotu {\displaystyle H} a Bob naměří {\displaystyle V}, nabude stav jejich fotonů tvaru
{\displaystyle |\psi _{AB}^{\mathrm {post} }\rangle =\left|H,V\right\rangle _{AB},}
kde označení „post“ znamená, že se jedná o stav částic po jejich změření. Jak vidno, stav částic po změření už není provázaný. Toto pozorování platí nejen v tomto konkrétním případě, ale obecně, pokud Alice a Bob provádějí měření jen na svých částicích a nijak nespolupracují.

#### Báze D/A
Měření v bázi {\displaystyle D/A} odpovídá otázka: „Jsi ve stavu {\displaystyle |D\rangle }, anebo ve stavu {\displaystyle |A\rangle }?“, kde jsou stavy {\displaystyle |D\rangle } a {\displaystyle |A\rangle } tvaru
{\displaystyle |D\rangle ={\frac {1}{\sqrt {2}}}\left(\left|H\right\rangle +\left|V\right\rangle \right),\quad |A\rangle ={\frac {1}{\sqrt {2}}}\left(\left|H\right\rangle -\left|V\right\rangle \right).}
V animaci toto měření odpovídá úhlu natočení {\displaystyle \theta } rovnému 135 stupňů. Podobně jako v předchozí kapitolce, i nyní provedou oba experimentátoři 1000 měření a posléze porovnají své výsledky. Výsledky mohou vypadat zhruba následovně:
| Hodnota naměřená Alicí ({\displaystyle h_{A}}) | Hodnota naměřená Bobem ({\displaystyle h_{B}}) | Počet kliků pro stav {\displaystyle \|\psi \rangle }, kdy Alice naměřila {\displaystyle h_{A}} a současně Bob naměřil {\displaystyle h_{B}} | Počet kliků pro stav {\displaystyle \rho }, kdy Alice naměřila {\displaystyle h_{A}} a současně Bob naměřil {\displaystyle h_{B}} |
| ---------------------------------------------- | ---------------------------------------------- | --- | --- |
| {\displaystyle D}                              | {\displaystyle D}                              | 0 | 250 |
| {\displaystyle D}                              | {\displaystyle A}                              | 499 | 253 |
| {\displaystyle A}                              | {\displaystyle D}                              | 501 | 250 |
| {\displaystyle A}                              | {\displaystyle A}                              | 0 | 247 |

Jak vidno, výsledky pro stav {\displaystyle |\psi \rangle } jsou značně odlišné od stavu {\displaystyle \rho }. Zatímco pro provázaný stav dostaneme výsledky prakticky identické těm pro {\displaystyle H/V} bázi, pro neprovázaný stav jsou všechny čtyři možnosti {\displaystyle DD,DA,AD,AA} zastoupeny (až na drobné odchylky) stejnou měrou. Diskutujme nejprve neprovázaný stav {\displaystyle \rho }.
Obecně vzato, když se fotony nacházejí ve stavu {\displaystyle |H\rangle } a my je měříme v bázi {\displaystyle H/V}, pak vždy změříme, že se fotony skutečně nacházely v polarizaci {\displaystyle H}. Pokud ale stejné fotony měříme v bázi {\displaystyle D/A}, tak při opakovaných měřeních zcela náhodně dostáváme se stejnou měrou výsledky odpovídající polarizaci {\displaystyle D} a polarizaci {\displaystyle A}. Podobné vztahy platí i pro fotony připravené ve stavu {\displaystyle |V\rangle }. Důsledkem toho je, že pro stav {\displaystyle |H,V\rangle } můžeme naměřit se stejnou pravděpodobností všechny čtyři možnosti {\displaystyle DD,DA,AD,AA}. Totéž platí i pro stav {\displaystyle |V,H\rangle }. Z tohoto pohledu je tedy zcela přirozené, že pro stav {\displaystyle \rho } máme stejnou pravděpodobnost pro každou možnost. Tyto výsledky postrádají jakékoliv korelace. Jak je tedy možné, že pro provázaný stav obdržíme buď jen {\displaystyle |D,A\rangle }, anebo {\displaystyle |A,D\rangle } a tedy opět dokonalou korelaci?
Zde se dostáváme k podstatě kvantového provázání. Existence silných korelací ve více měřicích bázích je charakteristická pro provázané fotony a nevyskytuje se u fotonů, které provázané nejsou. Důležitým faktorem u stavu {\displaystyle |\psi \rangle } je to, že se možnosti {\displaystyle |HV\rangle } a {\displaystyle |VH\rangle } nacházejí v kvantové superpozici. Vyjádření tohoto stavu pomocí stavů {\displaystyle |H\rangle } a {\displaystyle |V\rangle } je tak jen jednou z mnoha rovnocenných možností, jak tento stav zapsat. Stejně dobře bychom mohli stav {\displaystyle |\psi \rangle } zapsat i pomocí stavů {\displaystyle |D\rangle } a {\displaystyle |A\rangle }. Pokud ze vzorců pro {\displaystyle |D\rangle } a {\displaystyle |A\rangle } na začátku kapitolky vyjádříme stavy {\displaystyle |H\rangle } a {\displaystyle |V\rangle } a ty dosadíme do vzorce pro stav {\displaystyle |\psi \rangle }, můžeme {\displaystyle |\psi \rangle } vskutku zapsat ve tvaru
{\displaystyle |\psi _{AB}\rangle ={\frac {1}{\sqrt {2}}}\left(\left|A,D\right\rangle _{AB}-\left|D,A\right\rangle _{AB}\right).}
Jedná se přitom stále o tentýž stav {\displaystyle |\psi \rangle }. Podobnou úpravu pro stav {\displaystyle \rho } udělat nelze.
Právě uvedené závěry plynou i z kvantově-mechanického výpočtu, kde z tvaru kvantového stavu a měřicí báze spočteme pravděpodobnosti naměření různých hodnot polarizace. Výpočet pro provázaný stav {\displaystyle |\psi \rangle } se přitom liší od výpočtu pro stav {\displaystyle \rho }. Pro čisté kvantové stavy, jakým je {\displaystyle |\psi \rangle }, spočteme pravděpodobnost naměření výsledku {\displaystyle AD} pomocí skalárního součinu stavu {\displaystyle |\psi \rangle } a vektoru {\displaystyle |A,D\rangle } způsobem
{\displaystyle p(A,D)=|\langle A,D|\psi \rangle |^{2}=\left|{\frac {1}{\sqrt {2}}}\langle A,D|(|A,D\rangle -|D,A\rangle )\right|^{2}=\left|{\frac {1}{\sqrt {2}}}(1-0)\right|^{2}={\frac {1}{2}}.}
Zcela analogicky bychom obdrželi 1/2 i pro {\displaystyle p(D,A)}. Dále, protože jak {\displaystyle |D,D\rangle } tak {\displaystyle |A,A\rangle } jsou ortogonální k oběma členům {\displaystyle |D,A\rangle } a {\displaystyle |A,D\rangle }, které se vyskytují ve stavu {\displaystyle |\psi \rangle }, jsou pravděpodobnosti pro hodnoty {\displaystyle DD} a {\displaystyle AA} nulové. Neboli {\displaystyle p(D,D)=p(A,A)=0}.
Pro smíšený stav {\displaystyle \rho } vyjdeme z odpovídající statistické směsi. S pravděpodobností {\displaystyle p_{HV}} je vyslán kvantový stav {\displaystyle |H,V\rangle }, pro nějž platí
{\displaystyle |\langle A,D|H,V\rangle |^{2}=\left|{\frac {1}{2}}(\langle H,H|+\langle H,V|-\langle V,H|-\langle V,V|)|H,V\rangle \right|^{2}=\left|{\frac {1}{2}}(0+1-0-0)\right|^{2}={\frac {1}{4}}.}
Podobně, s pravděpodobností {\displaystyle p_{VH}} zdroj vysílá stav {\displaystyle |V,H\rangle }, pro nějž bychom analogickým výpočtem obdrželi {\displaystyle |\langle A,D|V,H\rangle |^{2}=1/4}. Pravděpodobnost naměření hodnot {\displaystyle AD} pro stav {\displaystyle \rho } se spočte pomocí klasického vzorce pro pravděpodobnosti jako
{\displaystyle p(A,D)=p_{HV}\cdot |\langle A,D|H,V\rangle |^{2}+p_{VH}\cdot |\langle A,D|V,H\rangle |^{2}={\frac {1}{2}}\cdot {\frac {1}{4}}+{\frac {1}{2}}\cdot {\frac {1}{4}}={\frac {1}{4}}.}
Zcela stejnou pravděpodobnost naměření bychom obdrželi i pro hodnoty {\displaystyle DD}, {\displaystyle DA} a {\displaystyle AA}.

## Využití kvantového provázání
Jednou z prvních aplikací kvantového provázání byly Bellovy testy, kde jen díky provázání může dojít k experimentálnímu naměření hodnot, které popírají klasickou fyziku. Velmi široké praktické využití pak nachází kvantové provázání v oblasti kvantové informace a komunikace, kam se řadí například kvantová teleportace či kvantová kryptografie. V neposlední řadě lze kvantové provázání využít pro velmi přesná měření různých fyzikálních veličin, kterážto přesnost přesahuje přesnost dosažitelnou klasickými metodami. Každá z právě uvedených aplikačních oblastí je krátce uvedena níže.

### Bellovy testy
Kvantové provázání je i dnes pro mnoho lidí včetně některých vědců tak neintuitivní koncept, že se během posledních desítek let objevily teorie, které si kladou za cíl popsat čistě klasicky chování, jež je charakteristické pro kvantové provázání. Tyto teorie jsou založeny na předpokladu, že výsledky všech měření, které lze hypoteticky na provázaných částicích provést, jsou už předem dány a my jako pozorovatelé pouze nevíme, podle jakého pravidla jsou výsledky k jednotlivým měřením přiřazovány. Kvantová mechanika naproti tomu říká, že výsledek daného měření „vznikne“ až v samotnou chvíli měření. Tento zdánlivě nedůležitý rozdíl má závažné důsledky. Pokud by skutečně existovalo pravidlo, které měřením přiřazuje jejich předem dané výsledky, šlo by takovéto pravidlo vyjádřit podle speciálních proměnných. Protože jako pozorovatelé nemáme k těmto proměnným přístup, jsou v odborné literatuře označovány jako skryté proměnné (anglicky hidden variables). Výsledky měření pak musíme vyprůměrovat přes všechny možné hodnoty skrytých proměnných.
K vyprůměrování experimentálních hodnot dochází i v kvantovém případě. Díky průkopnickým pracím J. Bella se ale ukazuje, že vyprůměrování přes skryté proměnné dává obecně jiné výsledky než průměry kvantově-mechanické. Rozdíl mezi těmito dvěma průměry lze vyjádřit pomocí nerovnosti, které se říká Bellova nerovnost (anglicky Bell inequality). Tuto nerovnost lze experimentálně testovat, čímž obdržíme Bellovy testy (anglicky Bell tests). Bellovy testy umožňují změřit, zda se příroda chová či nechová podle zákonů klasické fyziky. Přísně vzato Bellovy testy neodpovídají na otázku, zda se příroda chová kvantově. Kvantová mechanika je totiž jen jednou z možných neklasických teorií, které vyhovují Bellovým testům. Historie Bellových testů je poměrně dlouhá a je úzce spjata s vývojem poznání kvantového provázání, jak je naznačeno v oddíle „Historie a původ pojmenování“ výše.
Typický Bellův test sestává ze zdroje částic a dvou vzájemně vzdálených měřicích stanic. Zdroj produkuje páry částic, řekněme fotonů, kde jeden foton pak letí k první stanici a jeho dvojče letí ke stanici druhé. Naprosto zásadním u Bellových testů je to, že páry fotonů produkované zdrojem jsou kvantově provázány. Obě stanice pak své fotony měří v různých nastaveních měřicí aparatury — pro konkrétnost řekněme v různých bázích polarizace. Jednou z možných bází je báze tvořená horizontální (H) a vertikální (V) polarizací. Schematický nákres Bellova testu je zobrazen na následujícím obrázku (pro více informací viz popisek, který se zobrazí při kliknutí na obrázek):
Z naměřených výsledků je následně spočtena jistá číselná veličina, typicky označovaná písmenem {\displaystyle S}. Pokud se příroda řídí skrytými proměnnými, může veličina {\displaystyle S} dosáhnout nanejvýš hodnoty 2, neboli
{\displaystyle S\leq 2.}
Tato nerovnost je speciálním případem Bellovy nerovnosti a je splněna jen tehdy, chová-li se příroda klasicky. Pokud se však příroda nechová podle skrytých proměnných, ale řekněme kvantově, může veličina {\displaystyle S} nabývat hodnot větších než 2. V ideálním kvantovém případě může {\displaystyle S} dosahovat až hodnoty {\displaystyle 2{\sqrt {2}}}, což je zhruba rovno 2.83. Pokud se tedy příroda nechová klasicky, tak naměřené výsledky nevyhovují Bellově nerovnosti.
U Bellových testů je důležité, že se informace nemůže šířit rychleji než světlo. Stanice jsou naschvál vzdáleny natolik, že měření jedné stanice nemůže ovlivnit měření ve stanici druhé. Klasickým teoriím, které pracují se skrytými proměnnými a navíc s předpokladem, že rychlost šíření informace nepřekračuje rychlost světla, se říká lokální realistické teorie (anglicky local realistic theories). Lokální kvůli nemožnosti jedné stanice ovlivnit měření ve stanici druhé a realistické proto, že jsou výsledky měření popsány již dopředu skrytými proměnnými.

### Kvantová komunikace
Do této oblasti spadají nejrůznější komunikační protokoly, které využívají kvantových vlastností nosičů informace. Zde uvedeme jen několik nejzákladnějších.

#### Kvantová kryptografie
Klasická kryptografie se snaží zabezpečit přenos informací tak, aby se k nim nedostala nějaká třetí osoba. Jedním ze způsobů, jak skrýt tuto informaci před odposlechnutím, je její zašifrování pomocí předem daného klíče. Cílem kvantové kryptografie je využít pro přenos informace kvantových objektů a navrhnout přenos tak, že potenciální odposlouchávání je znemožněno už z principu samotnými zákony kvantové mechaniky.
Dvěma nejdůležitějšími kvantově-kryptografickými protokoly jsou BB84 a E91. Zatímco ten první není založen na kvantovém provázání, ten druhý je. Kryptografický protokol E91 vynalezl Artur Ekert v roce 1991 a jeho princip fungování je velmi blízký Bellově testu, viz předchozí oddíl. Účelem protokolu je vytvoření tajného klíče, který je sdílen dvěma komunikujícími stranami, Alicí a Bobem. Tento klíč pak mohou obě strany použít pro vzájemný šifrovaný přenos informace. Ze všeho nejdříve je k Alici a Bobovi vyslán velký počet dvojic provázaných fotonů. Z každé dvojice letí jeden foton k Alici a druhý k Bobovi. Oba následně měří své fotony v různých nastaveních svých měřicích přístrojů. Tento krok je v podstatě totožný s prováděním Bellova testu s tím rozdílem, že část výsledků není použita pro výpočet veličiny {\displaystyle S}. Místo toho jsou některé výsledky použity jako hodnoty tajného klíče. Z hodnoty veličiny {\displaystyle S} lze navíc zjistit, nenarušoval-li někdo provázané fotony detekované Alicí a Bobem. To je velký rozdíl oproti klasické kryptografii — komunikující stanice dokážou změřit, zda jejich komunikaci někdo odposlouchává. Pokud je hodnota {\displaystyle S} příliš malá, je to důkazem odposlouchávání. Alice s Bobem v takovém případě zkusí celý protokol od začátku. Pokud tato hodnota ale překračuje {\displaystyle {\sqrt {2}}}, nemohlo k žádnému nechtěnému odposlouchávání dojít. Komunikace tak byla bezpečná a získaný tajný klíč lze použít pro šifrovanou komunikaci.

#### Kvantová teleportace
Jedním z nejvýznamnějších a nejznámějších kvantově-informačních protokolů je kvantová teleportace (anglicky quantum teleportation). Úkolem kvantové teleportace je přenést stav kvantové částice z jednoho místa na druhé pomocí klasického informačního signálu.
I přes značnou ideovou podobnost by nebylo přesné a zcela fér označovat kvantovou teleportaci za teleportaci známou z vědecko-fantastických filmů. Svým principem se totiž od té fiktivní liší a po technologické stránce jí ve srovnání s fiktivní předlohou chybí ještě drahný kus cesty. Dosud se vědcům podařilo teleportovat stav jednotlivých fotonů, přičemž každé další zobecnění této metody na více a více částic si žádá hrozivě obrovské technologické nároky.
Předpokládejme, že Alice chce teleportovat svůj foton Bobovi. Naprosto zásadní pro fungování celého protokolu je, že před samotnou teleportací vlastní Alice dohromady s Bobem jeden pár provázaných fotonů. Alice má jeden provázaný foton a Bob má jeho provázané dvojče. Pro zahájení přenosu nejprve Alice změří svůj soukromý foton, který chce teleportovat, společně se svojí půlkou provázaného páru. V nejjednodušší verzi kvantové teleportace obdrží Alice tímto měřením jeden ze čtyř možných výsledků. Tento výsledek následně přepošle Bobovi. Ten na základě obdrživší zprávy aplikuje jednu ze čtyř možných operací na svoji polovinu provázaného páru, čímž obdrží foton, jehož stav je identický stavu, ve kterém se nacházel původní Alicin foton. Celkem vzato, stav Aliciina fotonu byl teleportován Bobovi pomocí přenosu klasické zprávy, jež říká, který ze čtyř možných výsledků Alice naměřila.

#### Superhusté kódování
U kvantové teleportace je podstatné, že pro přenos informace o kvantovém stavu posílá Alice Bobovi klasickou zprávu. Můžeme ale uvažovat i případ, kdy zasláním kvantové zprávy chceme přenést informaci klasickou. Dostaneme tak tzv. superhusté kódování (anglicky superdense coding). Podobně jako u kvantové teleportace vlastní na počátku Alice a Bob dvojici provázaných fotonů. Nyní chce ale Alice poslat Bobovi klasickou zprávu. V nejjednodušším případě chce Bobovi zaslat jednu ze čtyř předpřipravených zpráv. Co udělá je, že v závislosti na zprávě, kterou chce poslat, aplikuje Alice na svůj foton jednu ze čtyř operací a tento foton pak pošle Bobovi. Ten má tak následně ve svém vlastnictví dva fotony. Oba společně změří, čímž dostane jeden ze čtyř možných výsledků. Konkrétní výsledek závisí na operaci, kterou Alice aplikovala na svůj foton. Protože lze čtyři hodnoty zakódovat pomocí dvou bitů, můžeme výsledek komunikace shrnout tak, že přenosem pouze jednoho fotonu poslala Alice dva bity informace.

#### Kvantové sdílení tajemství
Uvažme ne zcela nepravděpodobnou situaci, ve které má jistý bohatý člověk, řekněme Alice, uložený velký obnos peněz v zahraniční bance, jejíž sejf se nachází na druhé straně planety. Z jistých důvodů potřebuje Alice tento obnos vybrat v hotovosti. Protože je ale Alice časově vytížený člověk, zaúkoluje dva zprostředkovatele, kteří mají peníze ze sejfu vybrat. Nechá je odcestovat na druhou stranu planety a na poslední chvíli jim zašle kód k sejfu. Alice si však není jistá, zda je první i druhý zprostředkovatel čestný a nebude se chtít na její útratu obohatit. Alice může tento problém vyřešit tak, že kód k sejfu rozdělí na dvě části a každému zprostředkovateli zašle jen jednu část. Aby pak mohli peníze ze sejfu získat, musí oba zprostředkovatelé spolupracovat. Je velmi nepravděpodobné, že by oba měli zlé úmysly. Pokud má zlé úmysly jen jeden z nich, může na něho ten druhý dohlédnout a v případě pochybností mu nevydat svou část kódu. Tento způsob rozdělení zprávy odpovídá klasickému kryptografickému protokolu zvanému sdílení tajemství. Jeho kvantovou obdobou je kvantové sdílení tajemství (anglicky quantum secret sharing). Využití kvantových nosičů informace navíc přináší další výhodu — veškerá komunikace mezi Alicí a zprostředkovateli může proběhnout naprosto bezpečně bez odposlouchávání. Na rozdíl od všech tří výše uvedených protokolů, které pracovaly s dvoučásticovými provázanými stavy, kvantové sdílení tajemství vyžaduje vícečásticové stavy jako jsou např. GHZ stavy. Celý protokol lze zobecnit i pro větší počet zprostředkovatelů. V takovém případě musí spolupracovat úplně všichni zprostředkovatelé. Pokud alespoň jeden nespolupracuje, nemohou ostatní zprostředkovatelé získat ze zaslané zprávy žádnou užitečnou informaci.

### Kvantová metrologie
Účelem kvantové metrologie (anglicky quantum metrology) je využití kvantových jevů, jako např. kvantového provázání, pro zvýšení přesnosti měření nejrůznějších fyzikálních veličin. Zde si uvedeme konkrétní případ s NOON stavy, kde měřenou fyzikální veličinou je lokální fáze světelného paprsku. Když zasvítíme laserem do jednoho ze vstupních portů Mach-Zehnderova interferometru, můžeme za výstupními porty sledovat interferenční obrazec. Tento obrazec závisí na lokální fázi mezi dvěma rameny interferometru a z jeho tvaru lze tuto fázi změřit. Ukazuje se, že při použití vhodných kvantových stavů lze zvýšit přesnost tohoto měření. Popišme si tento experiment přesněji níže.
Mach-Zehnderův interferometr sestává ze dvou děličů paprsků. Máme-li na počátku světlo ve stavu {\displaystyle |b\rangle }, kde {\displaystyle b} označuje jeden ze vstupních portů, změní se jeho stav po průchodu prvním děličem do tvaru
{\displaystyle \left|\psi \right\rangle ={\frac {1}{\sqrt {2}}}\left|a\right\rangle -{\frac {1}{\sqrt {2}}}\left|b\right\rangle .}
Písmeno {\displaystyle a} nyní označuje jedno rameno interferometru a {\displaystyle b} označuje rameno druhé. V praxi nejsou délky těchto ramen stejné, ale trochu se liší. Průletem ramena {\displaystyle a} tak paprsek naakumuluje trochu jinou fázi než paprsek procházející ramenem {\displaystyle b}. Označme si rozdíl těchto dvou fází symbolem {\displaystyle \varphi }. Pro průchodu oběma rameny dostáváme světlo ve stavu
{\displaystyle \left|\psi '\right\rangle ={\frac {1}{\sqrt {2}}}\left|a\right\rangle -e^{i\varphi }{\frac {1}{\sqrt {2}}}\left|b\right\rangle .}
Tyto dva paprsky dorazí k druhému děliči, kde zinterferují a výsledný stav je tvaru
{\displaystyle \left|\psi ''\right\rangle =e^{i{\frac {\varphi }{2}}}\left(-i\sin \left({\frac {\varphi }{2}}\right)\left|a\right\rangle +\cos \left({\frac {\varphi }{2}}\right)\left|b\right\rangle \right),}
kde nyní {\displaystyle a} a {\displaystyle b} označuje po řadě první a druhý výstupní port interferometru. Z tohoto stavu lze určit intenzitu světla, které vychází z portu {\displaystyle a}. Tato intenzita je rovna
{\displaystyle I_{a}=\left(\sin \left({\frac {\varphi }{2}}\right)\right)^{2}.}
Podobně dostaneme i intenzitu pro port {\displaystyle b}:
{\displaystyle I_{b}=\left(\cos \left({\frac {\varphi }{2}}\right)\right)^{2}.}
Vidíme, že z tvaru intenzit, které lze v reálném experimentu poměrně snadno změřit, lze určit hodnotu lokální fáze {\displaystyle \varphi }. Konkrétně, intenzity závisí na veličině {\displaystyle \varphi /2}. Právě provedené závěry spolu se vzorci pro výsledné intenzity jsou platné i pro klasické světlo. Zkusme nyní studovat stejný experiment, kde do interferometru pošleme speciálně navržený stav velkého počtu fotonů. Označme si tento počet symbolem {\displaystyle N}. Po průchodu prvním děličem paprsků se tyto fotony nacházejí ve stavu
{\displaystyle \left|N00N\right\rangle ={\frac {1}{\sqrt {2}}}\left|N\right\rangle _{a}\otimes \left|0\right\rangle _{b}-{\frac {1}{\sqrt {2}}}\left|0\right\rangle _{a}\otimes \left|N\right\rangle _{b},}
který představuje kvantovou superpozici dvou možností. Buď všech {\displaystyle N} fotonů letí ramenem {\displaystyle a}, anebo všech {\displaystyle N} fotonů letí ramenem {\displaystyle b}. To, že nyní v jednom rameni může letět mnoho fotonů, je důležité, protože lokální fáze je úměrná jejich počtu. Konkrétně, fáze naakumulovaná {\displaystyle n} fotony je rovna {\displaystyle \sigma =n\,\varphi }. Těsně před druhým děličem jsou tak fotony ve stavu
{\displaystyle \left|N00N'\right\rangle ={\frac {1}{\sqrt {2}}}\left|N\right\rangle _{a}\otimes \left|0\right\rangle _{b}-e^{in\varphi }{\frac {1}{\sqrt {2}}}\left|0\right\rangle _{a}\otimes \left|N\right\rangle _{b}.}
Z tohoto vzorce můžeme, podobně jako v předchozím případě, odvodit intenzity. Tyto intenzity závisí na veličině {\displaystyle n\varphi /2}. Odpovídající interferenční obrazec tak obsahuje {\displaystyle n}-krát více interferenčních minim než interferenční obrazec pro klasické světlo. Dostáváme tak {\displaystyle n}-krát větší přesnost při použití kvantového stavu, než když používáme klasické světlo.
Z metrologického hlediska se ale provázání nevztahuje k superpozici.

## Terminologie
Pro popis kvantového provázání a souvisejících vlastností kvantových systémů se používá následujících pojmů, jejichž definice závisí na tom, zda je daný systém v čistém či smíšeném kvantovém stavu. Pro jednoduchost budeme uvažovat systémy sestávající pouze ze dvou podsystémů.
Čisté stavy dělíme na dvě skupiny:
1. Kvantový stav {\displaystyle \left|\psi \right\rangle } je separabilní (anglicky separable) neboli neprovázaný, pokud ho lze zapsat ve tvaru tenzorového součinu {\displaystyle \left|\psi \right\rangle =\left|\psi _{1}\right\rangle \otimes \left|\psi _{2}\right\rangle }, kde {\displaystyle \left|\psi _{1}\right\rangle } je stav prvního podsystému a {\displaystyle \left|\psi _{2}\right\rangle } je stav druhého podsystému.
2. V opačném případě je daný stav kvantově provázaný (anglicky entangled) neboli neseparabilní (anglicky non-separable).

Smíšené kvantové stavy jsou popsány operátorem hustoty {\displaystyle \rho }. Pokud jde o druhy korelací, máme v případě smíšených stavů tři možnosti:
1. Pokud lze operátor {\displaystyle \rho } vyjádřit jako tenzorový součin {\displaystyle \rho =\rho _{1}\otimes \rho _{2}}, kde {\displaystyle \rho _{1}} je stav prvního podsystému a {\displaystyle \rho _{2}} je stav druhého podsystému, nazýváme {\displaystyle \rho } faktorizovaný stav.
2. Pokud lze stav vyjádřený operátorem {\displaystyle \rho } zapsat jako sumu faktorizovaných stavů, nazýváme ho separabilní stav nebo statistická směs nebo klasicky korelovaný stav. Takový stav je tvaru {\displaystyle \rho =\sum _{i}p_{i}\ \rho _{1}^{(i)}\otimes \rho _{2}^{(i)}}, kde {\displaystyle \rho _{1}^{(i)}} jsou stavy prvního podsystému, {\displaystyle \rho _{2}^{(i)}} jsou stavy druhého podsystému a čísla {\displaystyle p_{i}} tvoří pravděpodobnostní rozdělení, tj. {\displaystyle p_{i}\geq 0} a navíc {\displaystyle \sum _{i}p_{i}=1}.
3. Všechny smíšené stavy {\displaystyle \rho }, které nejsou separabilní, se nazývají kvantově provázané.

V úvodu článku jsme pro jednoduchost uvažovali provázání dvou částic, které byly navíc provázány jen v jedné fyzikální veličině a navíc byly provázány maximálně. Nic nám ale nebrání uvažovat systémy více částic s více fyzikálními veličinami, kde jsou ještě různé částice provázány jen do určité míry. Kvantové stavy tak mohou mít velmi komplikovanou strukturu. Pokud jsou provázány více než dvě částice, jedná se o vícečásticové provázání. V případě vícečásticových systémů se může stát, že jen některé částice v tomto systému jsou kvantově provázány a navíc každá z těchto částic je provázána s různým počtem částic zbylých.
Nejjednodušším příkladem provázání je to, kde jsou částice provázány ve fyzikální veličině, která může nabývat dvou hodnot. (Přesněji řečeno, kde jsou částice provázány ve dvourozměrném stupni volnosti.) Takovou veličinou je například polarizace fotonů, kde může být každý foton buď horizontálně nebo vertikálně polarizovaný. V takovémto případě hovoříme o dvourozměrném kvantovém provázání (anglicky two-dimensional entanglement). Ekvivalentně lze říci, že dimenze provázání (anglicky entanglement dimension) je rovna dvěma. Může se ale stát, že jsou částice provázány ve vlastnosti, která může mít tři a více hodnot. Příkladem je například frekvence či hybnost fotonů. Pokud má ona vlastnost tři možné hodnoty (přesněji, pokud je stupeň volnosti trojrozměrný), mluvíme o trojrozměrném provázání, kde je dimenze provázání rovna třem. Pokud je hodnot tři a více, tak obecně mluvíme o vícerozměrném provázání (anglicky high-dimensional entanglement). Může se stát i to, že dvě částice jsou provázány jen dvourozměrně ve vlastnosti, která může nabývat vícero hodnot.
Pokud jsou dvě částice provázány ve dvou různých vlastnostech, jedná se o hyperprovázání (anglicky hyper-entanglement). Příkladem může být dvojice fotonů, které jsou provázané ve své polarizaci a k tomu jsou navíc provázané i ve svých frekvencích. Jejich stav tak může vypadat například takto
{\displaystyle |\psi _{AB}\rangle =\left({\frac {1}{\sqrt {2}}}\left(\left|H\right\rangle _{A}\otimes \left|H\right\rangle _{B}-\left|V\right\rangle _{A}\otimes \left|V\right\rangle _{B}\right)\right)\otimes \left({\frac {1}{\sqrt {2}}}\left(\left|c\right\rangle _{A}\otimes \left|m\right\rangle _{B}+\left|m\right\rangle _{A}\otimes \left|c\right\rangle _{B}\right)\right),}
kde {\displaystyle |c\rangle } označuje frekvenci odpovídající červené barvě a podobně {\displaystyle |m\rangle } označuje frekvenci odpovídající modré barvě. Odlišným pojmem je hybridní provázání (anglicky hybrid entanglement), kde jedna vlastnost jedné částice je provázána s druhou vlastností druhé částice. Příkladem takového provázání je následující stav
{\displaystyle |\psi _{AB}\rangle ={\frac {1}{\sqrt {2}}}\left(\left|H\right\rangle _{A}\otimes \left|c\right\rangle _{B}+\left|V\right\rangle _{A}\otimes \left|m\right\rangle _{B}\right),}
kde význam všech symbolů je stejný jako u předchozího stavu.

## Experimentální generování provázaných stavů

Schéma pro experimentální generování provázaných fotonů. Pokud je silný laserový paprsek soustředěn do speciálního nelineárního krystalu, dojde v něm vlivem spontánní parametrické sestupné konverze ke vzniku dvojic fotonů. Jeden foton má vertikální polarizaci a šíří se z krystalu v různých směrech, které dohromady tvoří kužel. Druhý foton má horizontální polarizaci a šíří se také po směru, který leží na kuželu. Osa tohoto kuželu se ale od osy kuželu prvního trochu odchyluje. Důsledkem toho se oba kužely protínají ve dvou průsečnicích. Pokud sbíráme pouze ty fotony, které letí podél těchto průsečnic, obdržíme dvojice fotonů provázaných ve své polarizaci.

Kvantové provázání lze vytvořit různými způsoby pro různé kvantové systémy. Jedním z nejoblíbenějších takových systémů jsou v současnosti páry fotonů. Zdaleka nejpoužívanějším způsobem generování provázaných fotonů je spontánní parametrická sestupná konverze
(anglicky spontaneous parametric down-conversion, zkratka: SPDC). Pokud je speciálně vyrobený nelineární krystal (např. ppKTP či BBO) vystaven silnému laserovému záření, dochází v tomto krystalu k procesu sestupné konverze, během něhož jsou náhodně vytvářeny páry fotonů. Tyto fotony jsou provázány v mnoha svých vlastnostech v závislosti na typu SPDC procesu a použitém laserovém záření. Takto lze produkovat fotony provázané v jejich polarizaci, frekvenci, hybnosti, času vzniku (tzv. time bins) či orbitálním momentu hybnosti (OAM).
Popišme si v krátkosti princip generování fotonových párů, které jsou provázány ve své polarizaci. Existuje několik typů procesu SPDC, my se zaměříme na nekolineární typ II, ve kterém mají oba fotony vzájemně kolmé polarizace a vylétávají ze zdroje v různých směrech. Zdrojem je v tomto případě nelineární krystal, do něhož je soustředěn silný laserový paprsek o vhodné vlnové délce. Následkem SPDC procesu se v krystalu náhodně čas od času vytvoří dvojice fotonů, kde je jeden foton polarizovaný horizontálně a ten druhý vertikálně. Můžeme tak obdržet dvě možnosti. Buď
{\displaystyle \left|H\right\rangle _{A}\otimes \left|V\right\rangle _{B},}
nebo
{\displaystyle \left|V\right\rangle _{A}\otimes \left|H\right\rangle _{B},}
kde {\displaystyle |H\rangle } a {\displaystyle |V\rangle } označují po řadě horizontální a vertikální polarizaci. Horizontálně polarizovaný foton vylétává z nelineárního krystalu v různých směrech a v různých vlnových délkách. Pokud sledujeme pouze jednu konkrétní vlnovou délku, tak všechny možné směry leží na kuželu vycházejícím z místa vzniku fotonů, viz obrázek napravo. Podobně i vertikálně polarizovaný foton vylétává podél směrů, které dohromady tvoří kužel s počátkem v místě vzniku fotonů. Tento kužel ale míří jiným směrem než kužel pro horizontálně polarizované fotony. Důležité je, že oba kužely se ve dvou místech protínají. Pokud umístíme detektory přesně do těchto průniků, tak nelze při detekci fotonu určit, zda byl horizontálně či vertikálně polarizovaný. Co víc, krystal vždy generuje dvojici fotonů a když jeden foton letí jedním průnikem, musí nutně z geometrického uspořádaní letět druhý foton průnikem druhým. Obě možnosti jsou koherentní a dostáváme tak koherentní superpozici dvou výše uvedených stavů:
{\displaystyle |\psi _{AB}\rangle ={\frac {1}{\sqrt {2}}}\left(\left|H\right\rangle _{A}\otimes \left|V\right\rangle _{B}+e^{i\varphi }\left|V\right\rangle _{A}\otimes \left|H\right\rangle _{B}\right),}
kde {\displaystyle \varphi } je lokální fáze, jejíž hodnota je dána konkrétními parametry daného experimentu. Vzhledem k tomu, že takto vytvořené fotony se kvůli kvantovému provázání chovají jako jeden celek, používá se pro ně v angličtině někdy pojmu biphoton.

## Význačné příklady provázaných stavů
Kvantové stavy mohou mít velmi komplikovanou strukturu, kdy jsou například provázány jen některé částice anebo kdy jsou jednotlivé částice provázány s různým počtem částic zbylých. Níže jsou uvedeny příklady některých důležitých tříd kvantově provázaných stavů.

### Bellovy stavy
Patrně nejznámějším příkladem provázaných stavů jsou takzvané Bellovy stavy (anglicky Bell states), které představují nejjednodušší druh kvantového provázání. Jedná se o dvourozměrné maximálně provázané stavy dvou částic, které jsou následujícího tvaru:
{\displaystyle |\Phi ^{+}\rangle ={\frac {1}{\sqrt {2}}}(|0\rangle _{A}\otimes |0\rangle _{B}+|1\rangle _{A}\otimes |1\rangle _{B}),}
{\displaystyle |\Phi ^{-}\rangle ={\frac {1}{\sqrt {2}}}(|0\rangle _{A}\otimes |0\rangle _{B}-|1\rangle _{A}\otimes |1\rangle _{B}),}
{\displaystyle |\Psi ^{+}\rangle ={\frac {1}{\sqrt {2}}}(|0\rangle _{A}\otimes |1\rangle _{B}+|1\rangle _{A}\otimes |0\rangle _{B}),}
{\displaystyle |\Psi ^{-}\rangle ={\frac {1}{\sqrt {2}}}(|0\rangle _{A}\otimes |1\rangle _{B}-|1\rangle _{A}\otimes |0\rangle _{B}),}
kde {\displaystyle A} označuje první částici a {\displaystyle B} označuje částici druhou. Tyto částice se pak označují jako Bellovy páry (anglicky Bell pairs) nebo obecněji jako EPR páry (anglicky EPR pairs). Bellovy stavy nacházejí uplatnění v různých komunikačních protokolech jako je kvantová teleportace či superhusté kódování. Další aplikací je jejich využití v Bellových testech.

### GHZ stav
Bellovy testy nejsou jediným způsobem jak experimentálně ověřit, zda se svět chová podle skrytých proměnných. Alternativou je takzvaný GHZ argument, jehož název se skládá z iniciál jeho tvůrců: Greenberger, Horne a Zeilinger. Základem tohoto argumentu je provázaný stav tří částic, {\displaystyle A}, {\displaystyle B} a {\displaystyle C}, který nese označení GHZ stav (anglicky GHZ state) a který je tvaru:
{\displaystyle |GHZ\rangle ={\frac {1}{\sqrt {2}}}(|0\rangle _{A}\otimes |0\rangle _{B}\otimes |0\rangle _{C}+|1\rangle _{A}\otimes |1\rangle _{B}\otimes |1\rangle _{C}).}
Specifikem tohoto stavu je, že když zahodíme kteroukoli ze tří částic, přestávají být dvě zbylé částice provázané. Tento stav nachází uplatnění i mimo testy se skrytými proměnnými. Lze ho použít například v tzv. quantum secret sharing.

### W stav
Jistým protipólem GHZ stavu je takzvaný W stav (anglicky W state). Jeho tvar pro tři částice označené {\displaystyle A}, {\displaystyle B} a {\displaystyle C} zní
{\displaystyle |W\rangle ={\frac {1}{\sqrt {3}}}(|1\rangle _{A}\otimes |0\rangle _{B}\otimes |0\rangle _{C}+|0\rangle _{A}\otimes |1\rangle _{B}\otimes |0\rangle _{C}+|0\rangle _{A}\otimes |0\rangle _{B}\otimes |1\rangle _{C}).}
Na rozdíl od GHZ stavu, pokud zahodíme kteroukoli ze tří částic, zůstanou dvě zbylé částice kvantově provázány. Ukazuje se, že ve třech rozměrech existují jen dva základní druhy kvantového provázání. Prvním druhem je provázání typu GHZ a druhým druhem je provázání představované W stavem.

### Dickeho stavy
Zobecněním W stavu dostaneme Dickeho stavy (anglicky Dicke states). Dickeho stav {\displaystyle |D_{k}^{n}\rangle } je rovnoměrná superpozice {\displaystyle n}-částicových dvourozměrných stavů, kde je přesně {\displaystyle k} částic ve stavu {\displaystyle |1\rangle } a ostatní jsou ve stavu {\displaystyle |0\rangle }. Takže například stav {\displaystyle |D_{2}^{4}\rangle } má tvar
{\displaystyle \left|D_{2}^{4}\right\rangle ={\frac {1}{\sqrt {6}}}\left(\left|1100\right\rangle +\left|1010\right\rangle +\left|1001\right\rangle +\left|0110\right\rangle +\left|0101\right\rangle +\left|0011\right\rangle \right),}
kde {\displaystyle |1100\rangle } je zkrácený zápis pro {\displaystyle |1\rangle \otimes |1\rangle \otimes |0\rangle \otimes |0\rangle } atd. Původní trojčásticový W stav je roven Dickeho stavu {\displaystyle |D_{1}^{3}\rangle }.

### NOON stavy
Kvantové systémy lze úspěšně využít pro přesnější měření veličin, které lze jinak měřit i klasicky. Jedním z příkladů takových systémů je soubor {\displaystyle N} fotonů, které se pohybují po jedné ze dvou možných drah. Označme si první dráhu písmenem {\displaystyle A} a podobně dráhu druhou písmenem {\displaystyle B}. Takzvaný NOON stav (anglicky NOON state) je stav těchto {\displaystyle N} fotonů, který má ve Fockově bázi tvar
{\displaystyle \left|N00N\right\rangle ={\frac {1}{\sqrt {2}}}\left(\left|N\right\rangle _{A}\otimes \left|0\right\rangle _{B}-\left|0\right\rangle _{A}\otimes \left|N\right\rangle _{B}\right).}
Tento stav lze interpretovat tak, že buď všech {\displaystyle N} fotonů letí po dráze {\displaystyle A}, anebo všech {\displaystyle N} fotonů letí po dráze {\displaystyle B}. Čím větší je počet {\displaystyle N}, tím větší přesnosti měření lze dosáhnout, jak je nastíněno v oddíle „Kvantová metrologie“ výše. Název stavu plyne z jeho zápisu ve Fockově bázi a anglicky se vyslovuje stejně jako anglické slovo noon znamenající poledne.

### Wernerovy stavy
Všechny výše uvedené příklady jsou čisté stavy. Kvantové provázání se ale vyskytuje i u smíšených kvantových stavů. Význačným příkladem takových stavů jsou Wernerovy stavy (anglicky Werner states), jež lze v nejjednodušší formě zapsat ve tvaru
{\displaystyle \rho _{\alpha }=\alpha \left|\Psi ^{-}\right\rangle \left\langle \Psi ^{-}\right|+(1-\alpha )\,{\frac {1}{4}}\,\mathbb {I} .}
Jedná se o směs Bellova stavu {\displaystyle \left|\Psi ^{-}\right\rangle } a maximálně smíšeného stavu {\displaystyle {\frac {1}{4}}\,\mathbb {I} }. Parametr {\displaystyle \alpha } určuje poměr, v jakém jsou tyto dva stavy namíchány, a tím pádem i zda je Wernerův stav provázaný či nikoliv. Pro {\displaystyle \alpha =1} dostáváme Bellův stav, pro {\displaystyle \alpha =0} dostáváme stav maximálně smíšený. Parametr {\displaystyle \alpha } ve vzorci výše může nabývat hodnot v rozsahu {\displaystyle -1/3\leq \alpha \leq 1}. Lze přitom ukázat, viz oddíl „Verifikace provázání“ níže, že pro {\displaystyle 1/3<\alpha \leq 1} je výsledný Wernerův stav kvantově provázaný.

## Vztahy mezi podsystémy
Níže jsou v krátkosti diskutovány dva obecné druhy vztahů mezi provázanými podsystémy nějakého kvantového systému — vztahy strukturní, které definují tvar kvantového stavu, a vztahy kauzální, které určují jakým způsobem se vůči sobě podsystémy chovají.

### Stav systému vs. stavy podsystémů
Podstata kvantového provázání, alespoň v jeho základní podobě, leží v odlišnosti mezi chováním systému dvou částic jako celku a chování obou částic jako dvou rozdílných systémů. Soustřeďme se na příklad dvou fotonů, které se nacházejí v provázaném stavu zmíněném v oddíle „Jednoduchý příklad“ výše. Pokud chápeme oba fotony jako jeden celek, stav tohoto celku zní
{\displaystyle \left|\psi _{AB}\right\rangle ={\frac {1}{\sqrt {2}}}\left(\left|0\right\rangle _{A}\otimes \left|0\right\rangle _{B}-\left|1\right\rangle _{B}\otimes \left|1\right\rangle _{A}\right).}
Pokud tedy měříme dohromady oba fotony, budou výsledky měření v souladu s tímto kvantovým stavem. Například naměříme-li hodnotu 0 na prvním fotonu, víme s naprostou jistotou, že druhý foton má též hodnotu 0. Podobně dostaneme-li první foton ve stavu {\displaystyle |1\rangle }, bude i druhý foton ve stavu {\displaystyle |1\rangle }. Po změření prvního fotonu je stav fotonu druhého pevně určen. Lze tak říci, že máme o stavu obou fotonů jako celku maximální znalost.
Velmi odlišnou situaci však obdržíme, měříme-li pouze jeden foton, řekněme ten první, a o stav druhého fotonu se nezajímáme. V takovém případě nám výsledky měření řeknou, že má první foton stav úplně náhodný — foton se se stejnou pravděpodobností nachází v jakékoliv možné superpozici stavu {\displaystyle |0\rangle } a {\displaystyle |1\rangle }. Matematicky lze tento výsledek obdržet tím, že ze stavu dvou fotonů {\displaystyle \left|\psi _{AB}\right\rangle } vyextrahujeme stav {\displaystyle \rho _{A}} fotonu prvního pomocí částečné stopy
{\displaystyle \rho _{A}=\mathrm {Tr} _{B}(\left|\psi _{AB}\right\rangle \left\langle \psi _{AB}\right|)={\frac {1}{2}}\,\mathbb {I} .}
Matice hustoty prvního fotonu je tedy násobek jednotkové matice. Vzorec výše je matematickým zápisem toho, že se první foton nachází v tzv. maximálně smíšeném stavu. Následkem toho můžeme na prvním fotonu naměřit jak {\displaystyle |0\rangle }, tak {\displaystyle |1\rangle }, ale i naprosto kterýkoli jiný stav. Měřením na takovém fotonu tudíž nezískáme žádnou novou informaci.
Právě uvedený konkrétní příklad lze shrnout slovy, které ilustrují podstatu kvantového provázání, a sice:
 Ačkoliv víme vše o stavu celku, nevíme nic o stavech jeho částí.
Toto tvrzení odporuje naivní každodenní představě, že abychom pochopili chování celku, musíme chápat chování jeho jednotlivých součástí. To, co je v celku navíc, a není v jednotlivých částech, jsou vztahy mezi těmito částmi. Výše uvedený příklad je extrémním případem, kde vztahy mezi částmi, tedy korelace mezi oběma fotony, představují veškerou informaci obsaženou ve stavu {\displaystyle \left|\psi _{AB}\right\rangle }. Stavům s touto vlastností se říká maximálně provázané stavy.

### Korelace vs. kauzalita
Pro konkrétnost uvažujme následující experiment. Máme dvě měřicí stanice, označené {\displaystyle A} a {\displaystyle B}, a zdroj, který produkuje maximálně provázané páry fotonů ve stavu
{\displaystyle \left|\psi _{AB}\right\rangle ={\frac {1}{\sqrt {2}}}\left(\left|0\right\rangle _{A}\otimes \left|0\right\rangle _{B}-\left|1\right\rangle _{A}\otimes \left|1\right\rangle _{B}\right).}
Jeden foton následně letí k měřicí stanici {\displaystyle A} a druhý letí opačným směrem k měřicí stanici {\displaystyle B}. Pro maximálně provázané částice platí, že když změříme stav na částici doletivší do stanice {\displaystyle A}, víme okamžitě výsledek odpovídajícího měření provedeného na částici druhé, která letí do stanice {\displaystyle B}. To platí i tehdy, když jsou od sebe obě stanice biliony kilometrů daleko. V takovém případě ale můžeme, podobně jako Einstein v roce 1935, protestovat, že toto tvrzení popírá jeden z principů teorie relativity, podle něhož se informace nemůže šířit rychleji než je rychlost světla. Světlu totiž může trvat roky se dostat ze stanice {\displaystyle A} do stanice {\displaystyle B}.
K žádnému rozporu ovšem nedochází, protože když stanice {\displaystyle A} změří stav své částice, stanice {\displaystyle B} neví, jaký výsledek stanice {\displaystyle A} obdržela. Stanice {\displaystyle A} sice ví, co stanice {\displaystyle B} naměří, aby tuto informaci ale mohla stanici {\displaystyle B} předat, musí {\displaystyle A} poslat k {\displaystyle B} informaci o výsledku. Tato informace ale skutečně poletí nanejvýš rychlostí světla. Stanice {\displaystyle B} by tedy musela čekat roky, aby se dozvěděla o výsledku měření na své vlastní částici.
Ve skutečnosti ani stanice {\displaystyle A} ani stanice {\displaystyle B} dopředu nevědí, jaký bude výsledek měření. Jeho výsledek je náhodný (viz předchozí oddíl o stavu prvního fotonu). Až ve chvíli, kdy stanice {\displaystyle A} naměří daný stav na své částici, je schopna říct, jaký výsledek obdrží stanice {\displaystyle B}. Tímto způsobem tedy nelze posílat informaci. Aby mohla stanice {\displaystyle A} poslat nějakou zprávu stanici {\displaystyle B} pomocí kvantového provázání, musel by výsledek měření vycházet podle přání stanice {\displaystyle A}, která by pak mohla zakódovat svou zprávu do výsledků měření. V našem případě by za možné kódování mohla použít binární reprezentaci pomocí nul a jedniček, kde nule odpovídá stav {\displaystyle |0\rangle } a jedničce odpovídá stav {\displaystyle |1\rangle }. Protože ale stanice {\displaystyle A} dopředu neví, jestli naměří {\displaystyle |0\rangle } nebo {\displaystyle |1\rangle }, nemůže tímto způsobem poslat žádnou smysluplnou zprávu.
Tato situace je příkladem tvrzení, že korelace neimplikuje kauzalitu. Výsledky měření pro stanice {\displaystyle A} a {\displaystyle B} jsou shodné (silná korelace), ale ani {\displaystyle A} ani {\displaystyle B} nemůže cíleně ovlivnit výsledek svého měření (žádná kauzalita). Dostáváme tedy:
 Kvantové provázání vykazuje korelaci, nikoliv kauzalitu.

## Verifikace provázání
Prokázat, že je daný kvantový stav skutečně kvantově provázaný, je obecně netriviální úkon. A to jednak z teoretických, jednak z praktických důvodů. Z teoretického hlediska je náročné určit, zda je daný stav provázaný, především proto, že se vzrůstající dimenzí systému dramaticky narůstá složitost možných kvantových stavů. To platí především pro smíšené kvantové stavy, kde je třeba studovat všechny možné rozklady stavu do stavů podsystémů, viz oddíl „Terminologie“ výše. Prokázání provázaní daného systému je tedy náročné i tehdy, víme-li přesně jemu odpovídající matici hustoty. V reálných experimentech se pak navíc přidávají ještě obtíže související s omezenými technickými možnostmi experimentu.
Z tohoto důvodu byla odvozena různá kritéria, která je relativně snadné ověřit a která podávají informaci, zda je daný kvantový stav provázaný či nikoliv. Z pohledu teoretického je snadné taková kritéria ověřit matematicky, z pohledu experimentálního je snadné provézt odpovídající měření na daném kvantovém systému. Metody, pomocí kterých se zjišťuje, zda je daný stav provázaný či nikoliv, se souhrnně označují jako verifikace provázání (anglicky entanglement verification).

#### PPT kritérium
Jednou z prvních takových metod je PPT kritérium (anglicky PPT criterion), kde PPT je zkratkou pro positive partial transpose neboli pozitivní částečnou transpozici. Stejné kritérium se nazývá též Peres-Horodecki kritérium podle svých objevitelů. Toto kritérium lze formulovat slovy:
Pokud má částečná transpozice matice hustoty {\displaystyle \rho } zápornou vlastní hodnotu, tak je odpovídající stav provázaný.
Je důležité zmínit, že toto tvrzení je jen jednosměrná implikace. Může se tedy stát, že máme provázaný stav, kde ale všechny vlastní hodnoty jeho částečné transpozice jsou kladné. Lze však dokázat, že pro případ dvou systémů provázaných ve dvourozměrném stupni volnosti platí i opačná implikace. Uveďme si jednoduchý příklad použití tohoto kritéria. Mějme smíšený stav polarizace dvou fotonů, jemuž odpovídající matice hustoty je tvaru
{\displaystyle \rho _{\alpha }=\alpha \left|\Psi ^{-}\right\rangle \left\langle \Psi ^{-}\right|+(1-\alpha )\,{\frac {1}{4}}\,\mathbb {I} ,}
kde číslo {\displaystyle \alpha } je v rozmezí hodnot {\displaystyle -1/3\leq \alpha \leq 1}. Jedná se tedy o Wernerův stav a explicitně jeho matice hustoty zní
{\displaystyle \rho ={\begin{pmatrix}{\frac {1-\alpha }{4}}&0&0&0\\0&{\frac {1+\alpha }{4}}&-{\frac {\alpha }{2}}&0\\0&-{\frac {\alpha }{2}}&{\frac {1+\alpha }{4}}&0\\0&0&0&{\frac {1-\alpha }{4}}\\\end{pmatrix}}}.
Kdybychom chtěli vycházet přímo z definice kvantového provázání smíšených stavů, museli bychom nějak ukázat, že neexistuje soubor čistých stavů a jim odpovídající pravděpodobnostní rozdělení, které by zreprodukovaly matici {\displaystyle \rho }, viz oddíl „Terminologie“ výše. Takovýchto souborů je ale nekonečně mnoho. Je proto výhodnější použít nějakého kritéria, které nám řekne, zda je {\displaystyle \rho } kvantově provázaný stav. Pro použití PPT kritéria musíme nejprve spočíst částečnou transpozici. Pro matici {\displaystyle \rho } rozměru {\displaystyle 4\times 4} je částečná transpozice rovna matici
{\displaystyle \rho '={\begin{pmatrix}{\frac {1-\alpha }{4}}&0&0&-{\frac {\alpha }{2}}\\0&{\frac {1+\alpha }{4}}&0&0\\0&0&{\frac {1+\alpha }{4}}&0\\-{\frac {\alpha }{2}}&0&0&{\frac {1-\alpha }{4}}\\\end{pmatrix}}}.
Vlastní hodnoty matice {\displaystyle \rho '} jsou tvaru
{\displaystyle \lambda _{1}={\frac {1+\alpha }{4}},\quad \lambda _{2}={\frac {1+\alpha }{4}},\quad \lambda _{3}={\frac {1+\alpha }{4}},\quad \lambda _{4}={\frac {1-3\alpha }{4}}.}
Pokud je alespoň jedna z těchto hodnot záporná, je daný stav kvantově provázaný. Pokud by všechny vlastní hodnoty byly nezáporné, tj. {\displaystyle \lambda _{j}\geq 0}, dostali bychom podmínky {\displaystyle \alpha \geq -1} a {\displaystyle \alpha \leq {\frac {1}{3}}}, ke kterým ještě musíme přidat počáteční omezení pro parametr {\displaystyle \alpha }. Celkově vzato, pro hodnoty {\displaystyle -1/3\leq \alpha \leq 1/3} je stav {\displaystyle \rho } separabilní a pro hodnoty
{\displaystyle {\frac {1}{3}}<\alpha \leq 1}
je daný stav kvantově provázaný.

#### Svědci provázání
Jinou, velmi obecnou, metodou jsou takzvaní svědci provázání (anglicky entanglement witnesses). Lze ukázat, že pro každý kvantově provázaný (obecně smíšený) stav {\displaystyle \sigma } lze najít kvantový operátor {\displaystyle W_{\sigma }} tak, že platí:
Pokud kvantový stav {\displaystyle \rho } (resp. jeho matice hustoty) splňuje {\displaystyle \mathrm {tr} (W_{\sigma }\,\rho )<0}, kde {\displaystyle \mathrm {tr} } označuje stopu matice, pak je stav {\displaystyle \rho } kvantově provázaný.
Důvod, proč operátor {\displaystyle W_{\sigma }} závisí na stavu {\displaystyle \sigma } je ten, že výše uvedené tvrzení nelze obrátit. Existují tedy provázané stavy, ty které jsou v jistém smyslu „daleko“ od {\displaystyle \sigma }, pro které dostaneme {\displaystyle \mathrm {Tr} (W_{\sigma }\rho )>0}. Pro tyto stavy ale můžeme zkonstruovat jejich vlastní operátory {\displaystyle W}. Dostaneme tak celou řadu nerovností analogických nerovnosti v boxu výše.
Uveďme si nyní příklad použití konkrétního svědka provázání. Za stav {\displaystyle \sigma } si zvolme čistý Bellův stav {\displaystyle |\Psi ^{-}\rangle }, tj. {\displaystyle \sigma =|\Psi ^{-}\rangle \langle \Psi ^{-}|}, pro nějž bez bližšího vysvětlení zvolíme operátor {\displaystyle W_{\sigma }} ve tvaru
{\displaystyle W_{\sigma }={\frac {1}{2}}\,\mathbb {I} -|\Psi ^{-}\rangle \langle \Psi ^{-}|.}
Studujme nyní vlastnosti Wernerova stavu uvedeného v předchozím oddíle o PPT kritériu. Mějme tedy opět dva fotony ve stavu popsaného maticí
{\displaystyle \rho _{\alpha }=\alpha \left|\Psi ^{-}\right\rangle \left\langle \Psi ^{-}\right|+(1-\alpha )\,{\frac {1}{4}}\,\mathbb {I} ,}
kde {\displaystyle \alpha } je parametr, jehož hodnota letí v rozmezí {\displaystyle -1/3\leq \alpha \leq 1}. Pro stopu {\displaystyle \mathrm {tr} (W_{\sigma }\,\rho _{\alpha })} dostáváme
{\displaystyle {\begin{aligned}\mathrm {tr} (W_{\sigma }\,\rho _{\alpha })&=\mathrm {tr} \left(\left({\frac {1}{2}}\,\mathbb {I} -|\Psi ^{-}\rangle \langle \Psi ^{-}|\right)\,\left(\alpha \left|\Psi ^{-}\right\rangle \left\langle \Psi ^{-}\right|+(1-\alpha )\,{\frac {1}{4}}\,\mathbb {I} \right)\right)\\&=\mathrm {tr} \left({\frac {1-\alpha }{8}}\,\mathbb {I} -{\frac {1+\alpha }{4}}\,|\Psi ^{-}\rangle \langle \Psi ^{-}|\right)={\frac {1-\alpha }{8}}\,\mathrm {tr} (\mathbb {I} )-{\frac {1+\alpha }{4}}\,\mathrm {tr} (|\Psi ^{-}\rangle \langle \Psi ^{-}|)\\&={\frac {1-\alpha }{8}}\,4-{\frac {1+\alpha }{4}}\,1={\frac {1-3\alpha }{4}}.\end{aligned}}}
Pokud je výsledná hodnota záporná, je odpovídající Wernerův stav kvantově provázaný. Vezmeme-li v úvahu i omezení na hodnoty parametru {\displaystyle \alpha }, dostáváme, že stav {\displaystyle \rho _{\alpha }} je provázaný pokud
{\displaystyle {\frac {1}{3}}<\alpha \leq 1.}

## Kvantifikace kvantového provázání
Výše byly převážně uvažovány kvantově provázané stavy, které vykazovaly naprosto dokonalé korelace. Částice ale mohou být kvantově provázány jen do určitě míry. V takovém případě je účelné tuto míru kvantifikovat. Pokud jsou částice provázány dokonale, tak říkáme, že se nacházejí v maximálně provázaném stavu (anglicky maximally entangled state). V opačném případě jsou ve stavu nemaximálně provázaném (anglicky non-maximally entangled state). Bylo zavedeno mnoho různých měřítek, která se snaží popsat, jak moc jsou dané částice provázány. Těmto měřítkům se říká míry provázání (anglicky entanglement measure). Níže uvedeme jen některé z nich.

#### Entropie provázání
Klasická entropie je veličina, která kvantifikuje míru neznalosti. Její kvantovou obdobou je von Neumannova entropie {\displaystyle S}, jež se pro operátor hustoty {\displaystyle \rho } spočte dle vztahu
{\displaystyle S(\rho )=-\mathrm {tr} (\rho \log(\rho ))},
kde {\displaystyle \mathrm {tr} } označuje stopu matice a {\displaystyle \log } je maticový logaritmus. Čisté stavy mají entropii nulovou, protože neobsahují žádnou klasickou náhodnost. To platí i pro čisté provázané stavy. Jak je uvedeno výše, kvantově provázané stavy obsahují (alespoň) část své informace ve vztazích mezi částicemi a proto stav pouze první částice nebo stav pouze druhé částice část informace postrádá. Entropie těchto jednotlivých stavů je tak nenulová. Čím víc nenulová entropie, tím více informace je obsaženo ve vzájemné vazbě částic a ne v jejich stavu samotném. A tím také silnější jejich kvantové provázání. Toto pozorování umožňuje definovat míru provázání, která se nazývá entropie provázání (anglicky entropy of entanglement). Ukazuje se, že pro klasifikaci kvantového provázání čistých kvantových stavů si v zásadě vystačíme jen s touto jedinou veličinou. Uvažujme nejprve systém sestávající ze dvou podsystémů, který se nachází v čistém kvantovém stavu {\displaystyle |\psi \rangle }. Stav prvního podsystému (označme si ho {\displaystyle \rho _{A}}) získáme tak, že provedeme částečnou stopu stavu {\displaystyle |\psi \rangle }, tj.
{\displaystyle \rho _{A}=\mathrm {tr} _{B}|\psi \rangle \langle \psi |}.
Stav druhého podsystému obdržíme zcela analogicky jako {\displaystyle \rho _{B}=\mathrm {tr} _{A}|\psi \rangle \langle \psi |}. Entropie provázání je pak definována vztahem
{\displaystyle E(|\psi \rangle ):=S(\rho _{A})}.
Z vlastností čistých stavů plyne, že {\displaystyle S(\rho _{A})=S(\rho _{B})} a definice výše tak nezávisí na volbě podsystému.

#### Entanglement of formation
Míra, jejíž anglický název entanglement of formation by šel do češtiny neuměle přeložit jako „provázání zformování“, je svým způsobem zobecněním entropie provázání, viz výše, pro smíšené kvantové stavy. Máme-li dán smíšený stav {\displaystyle \rho }, můžeme tento matematicky vyjádřit ve tvaru
{\displaystyle \rho =\sum _{i}p_{i}|\psi _{i}\rangle \langle \psi _{i}|}
pro nějaké pravděpodobnostní rozdělení {\displaystyle \{p_{i}\}_{i}} a nějaký soubor čistých stavů {\displaystyle \{|\psi _{i}\rangle \}_{i}}. Smíšený stav tak lze chápat jako průměr přes několik různých čistých stavů. Zdá se tak přirozené kvantifikovat provázání ve smíšeném stavu {\displaystyle \rho } jako průměr entropie provázání pro jednotlivé čisté stavy pomocí vzorce
{\displaystyle \sum _{i}p_{i}E(|\psi _{i}\rangle ).}
Problém s touto veličinou je ten, že výše uvedený rozklad smíšeného stavu do stavů čistých není jednoznačný. Existuje tedy mnoho různých možností jak volit pravděpodobnostní rozdělení {\displaystyle \{p_{i}\}_{i}} i čisté stavy {\displaystyle \{|\psi _{i}\rangle \}_{i}} a průměr výše tak může mít různé hodnoty. Aby se předešlo této nejednoznačnosti, je entanglement of formation {\displaystyle E_{F}} definován jako ta nejmenší hodnota ze všech těchto různých hodnot. Nejmenší hodnotu obdržíme jako infimum ze všech možných průměrů vzorcem
{\displaystyle E_{F}(\rho ):=\inf _{\{p_{i},|\psi _{i}\rangle \}}\left(\sum _{i}p_{i}E(|\psi _{i}\rangle )\right)}

#### Entanglement cost
Další veličinou, která kvantifikuje provázání smíšených stavů, je entanglement cost, což lze do češtiny přeložit jako „cena provázání“. Už jen samotná definice této veličiny je tak složitá, že se zde omezíme jen na vysvětlení definičního vzorce. Ačkoli je tato veličina důležitá při teoretickém studiu kvantového provázání, je složitost její definice překážkou pro výpočet její hodnoty pro konkrétní kvantové stavy.
Začněme s několika obecnými pozorováními. Důvodem, proč se vůbec snažíme kvantifikovat kvantové provázání, je snaha určit, zda je jeden stav více provázaný než nějaký stav druhý. Nejvíce provázaným stavem dvou částic v dimenzi {\displaystyle d} je maximálně provázaný stav {\displaystyle |\phi (d)\rangle }, který je tvaru
{\displaystyle |\phi (d)\rangle ={\frac {1}{\sqrt {d}}}\left(|0,0\rangle +|1,1\rangle +\ldots +|d-1,d-1\rangle \right).}
Označme si matici hustoty příslušející k tomuto stavu symbolem {\displaystyle \Phi (d)}. Člověk by intuitivně čekal, že stav {\displaystyle \rho } s menší mírou provázání lze dostat z maximálně provázaného stavu, když se mu část provázání odejme. Tomuto odebrání odpovídá jistá transformace. Označme si ji symbolem {\displaystyle \Psi }. Pokud je {\displaystyle \rho } provázaný hodně, je k jeho vytvoření potřeba maximálně provázaný stav o vyšší dimenzi {\displaystyle d}, pokud je {\displaystyle \rho } provázaný málo, stačí menší dimenze. Pokud uvažujeme pouze dimenze tvaru {\displaystyle d=2^{r}}, můžeme číslo {\displaystyle r} považovat za naši míru provázání. Čím větší {\displaystyle r}, tím více kvantového provázání ve stavu {\displaystyle \rho }. Toto je základní myšlenka, jež stojí za veličinou zvanou entanglement cost. Bohužel, situace není tak jednoduchá. Problém je v tom, že transformace {\displaystyle \Psi }, která by převedla maximálně provázaný stav na náš stav {\displaystyle \rho }, nemusí vždycky existovat. Do definice se tak zavede několik zobecnění, jejichž cílem je pokud možno co nejvíce rozšířit počet případů, kdy taková transformace existuje.
Důležité je, že transformace {\displaystyle \Psi } splňuje jisté, fyzikálně motivované, požadavky. Stav {\displaystyle \rho } je stavem dvou částic, kde k první částici má přístup Alice a k druhé částici má přístup Bob. Alice s Bobem musí být schopni implementovat transformaci {\displaystyle \Psi } jen pomocí svých vlastních operací, jejichž použití mohou navíc koordinovat pomocí zpráv, které si mohou na dálku poslat. Takovéto transformace tvoří třídu operací, která se označuje zkratkou LOCC. (Příkladem operace, která do LOCC nepatří, je měření obou částic tak, že možnými výsledky měření jsou provázané stavy mezi Alicí a Bobem.)
To, co bychom chtěli, je transformace, která převede {\displaystyle 2^{r}}-rozměrný maximálně provázaný stav {\displaystyle \Phi (2^{r})} na náš stav {\displaystyle \rho }. To jest
{\displaystyle \Psi (\Phi (2^{r}))=\rho .}
Tím, že se omezujeme na LOCC transformace, nemusí transformace splňující vztah výše existovat. Můžeme ale najít takovou transformaci, která vrátí stav, jenž je v jistém smyslu blízký stavu {\displaystyle \rho }. Lze definovat různé funkce, které měří, jak blízké si dva kvantové stavy jsou. Aniž bychom šli do podrobností a uváděli konkrétní funkci, budeme uvažovat nějakou míru vzdálenosti a označíme si ji písmenem {\displaystyle D}. Hledáme tedy mezi všemi přípustnými transformacemi tu, pro niž je vzdálenost mezi {\displaystyle \Psi (\Phi (2^{r}))} a {\displaystyle \rho } co nejmenší. Tuto nejmenší vzdálenost lze matematicky vyjádřit pomocí infima
{\displaystyle \inf _{\Psi }D(\Psi (\Phi (2^{r})),\rho ).}
Pokud tento výraz není nulový, jak bychom chtěli, zvýšíme hodnotu čísla {\displaystyle r} a provedeme infimum znovu. Pro větší hodnotu {\displaystyle r} se zvětší třída možných operací {\displaystyle \Psi }, takže je možné, že nové infimum už bude nula. V takovém případě bychom číslo {\displaystyle r} prohlásili za entanglement cost našeho stavu {\displaystyle \rho }. Bohužel, ani v tomto obecnějším případě transformace {\displaystyle \Psi } nemusí existovat. Třídu možných operací můžeme rozšířit i tím, že místo jednoho systému, který je ve stavu {\displaystyle \rho }, bereme v potaz mnoho jeho kopií. Náš stav je tak nyní tenzorový součin {\displaystyle n} kopií, tj. {\displaystyle \rho ^{\otimes n}}. Chtěli bychom tedy, aby následující výraz byl pokud možno roven nule
{\displaystyle \inf _{\Psi }D(\Psi (\Phi (2^{rn})),\rho ^{\otimes n}).}
Protože dopředu nevíme, kolik kopií bude potřeba, uvažujeme jich „nekonečně mnoho“, což lze matematicky vyjádřit pomocí limity
{\displaystyle \lim _{n\to \infty }\left(\inf _{\Psi }D(\Psi (\Phi (2^{rn})),\rho ^{\otimes n})\right).}
Pokud je tato limita rovna nule, prohlásíme číslo {\displaystyle r} za entanglement cost stavu {\displaystyle \rho }. V opačném případě zvýšíme hodnotu čísla {\displaystyle r} a postup opakujeme. Může se též stát, že vhodných hodnot {\displaystyle r} nalezneme více. Jestliže je takovýchto hodnot {\displaystyle r} více, vezmeme prostě tu nejmenší z nich. Tato nejmenší hodnota {\displaystyle r} je entanglement cost našeho stavu {\displaystyle \rho }. Dospěli jsme tak k definici míry provázaní zvané entanglement cost {\displaystyle E_{C}}, jež zní
{\displaystyle E_{C}(\rho ):=\inf _{r}(r)\quad {\text{ kde }}r{\text{ splňuje podmínku: }}\quad \lim _{n\to \infty }\left(\inf _{\Psi }\left(D(\Psi (\Phi (2^{rn})),\rho ^{\otimes n})\right)\right)=0}

#### Distillable entanglement
Poslední mírou provázání, kterou si zde uvedeme, je distillable entanglement, což by se dalo přeložit jako „destilovatelné provázání“. Jeho definice je velmi podobná definici pro entanglement cost. Zatímco u entanglement cost nás zajímá, jak dobře lze maximálně provázaný stav {\displaystyle \Phi (d)} přetransformovat pomocí LOCC operací na stav {\displaystyle \rho }, jehož stupeň provázání chceme určit, ptáme se v případě distillable entanglement naopak. Zajímá nás tedy, jak dobře lze stav {\displaystyle \rho } přetransformovat na maximálně provázaný stav. Definice pro distillable entanglement {\displaystyle E_{D}} zní
{\displaystyle E_{D}(\rho ):=\sup _{r}(r)\quad {\text{ kde }}r{\text{ splňuje podmínku: }}\quad \lim _{n\to \infty }\left(\inf _{\Psi }\left(D(\Phi (2^{rn}),\Psi (\rho ^{\otimes n}))\right)\right)=0}
kde význam jednotlivých symbolů je stejný jako v definici pro entanglement cost.

## Typy korelací
Jak je zmíněno v úvodu článku, kvantové provázání je velmi silná korelace mezi výsledky měření provedených na dvou (a více) kvantových (pod)systémech. Přísně vzato se v tomto tvrzení nehovoří o žádném stavovém vektoru {\displaystyle |\psi \rangle } přidruženém ke kvantovému systému, tak jak tomu je v matematické definici kvantového provázání uvedené výše. Obecnější popis měření, než jakým je popis pomocí vektorového formalizmu, je popis pomocí pravděpodobností, s nimiž naměříme dané hodnoty fyzikální veličiny. Místo vektoru {\displaystyle |\psi \rangle } tedy uvažujme pravděpodobnostní rozdělení {\displaystyle P}. Mějme systém dvou částic, které se společně nacházejí ve stavu {\displaystyle W}, přičemž jedna částice je měřena Alicí pomocí aparátu {\displaystyle A} a druhá je měřena Bobem pomocí aparátu {\displaystyle B}. Pravděpodobnost, že Alice naměří aparátem {\displaystyle A} hodnotu {\displaystyle a} a Bob naměří aparátem {\displaystyle B} hodnotu {\displaystyle b} označíme symbolem {\displaystyle P(a,b|A,B;W)}. V následujícím popíšeme kvantové provázání pomocí těchto pravděpodobností, ne pomocí tvaru stavového vektoru.
V obecnějším kontextu je kvantové provázání jedním z několika druhů korelací vyskytujících se v kvantové fyzice. Studiem provázání byly identifikovány i další třídy kvantových korelací, z nichž některé jsou uvedeny níže. Ukazuje se, že pro smíšené stavy je struktura korelací bohatší než pro stavy čisté. Následující klasifikace je platná nejen pro čisté, ale i pro smíšené stavy.

### Klasické korelace
Nejjednodušším typem korelací jsou korelace klasické. Uvažujme experiment prováděný Alicí a Bobem tak, jak je to popsáno v předchozích dvou odstavcích. Pokud lze výsledné pravděpodobnosti současného naměření hodnoty {\displaystyle a} Alicí a hodnoty {\displaystyle b} Bobem vyjádřit vztahem
{\displaystyle P(a,b|A,B;W)=\sum _{j}p_{j}\cdot P(a|A;\sigma _{j})\cdot P(b|B;\rho _{j}),}
kde {\displaystyle p_{j}} je nějaké pravděpodobnostní rozdělení, tak stav {\displaystyle W} vykazuje jen klasické korelace. Symbolem {\displaystyle P(a|A;\sigma _{j})} je označena podmíněná pravděpodobnost, že Alice naměří aparátem {\displaystyle A} hodnotu {\displaystyle a} na stavu {\displaystyle \sigma _{j}} (a obdobně pro Boba). Daný vzorec lze interpretovat tak, že s pravděpodobností {\displaystyle p_{j}} obdrží Alice stav {\displaystyle \sigma _{j}} a Bob stav {\displaystyle \rho _{j}} a na těchto stavech oba provedou svá měření.
Stav {\displaystyle W} je tedy klasicky korelovaný neboli separabilní. Takový stav lze zapsat ve tvaru
{\displaystyle W=\sum _{j}p_{j}\,\sigma _{j}\otimes \rho _{j},}
což je konzistentní s výše zavedenou terminologií pro separabilní (smíšené) stavy, viz oddíl „Terminologie“.

### Kvantové provázání
Definici kvantového provázání lze přeformulovat do jazyka pravděpodobností. V tomto novém znění řekneme, že kvantový stav je provázaný, tehdy a jen tehdy, když pravděpodobnosti měření {\displaystyle P(a,b|A,B;W)} nelze vyjádřit pomocí vzorce z předchozího pododdílu „Klasické korelace“. Platí tedy
{\displaystyle P(a,b|A,B;W)\neq \sum _{j}p_{j}\cdot P(a|A;\sigma _{j})\cdot P(b|B;\rho _{j}),}
kde je význam všech symbolů tentýž jako v předchozím pododdíle.

### Kvantové řízení
S pojmem kvantového provázání je spjat i termín quantum steering, který lze do češtiny neobratně přeložit jako kvantové řízení. Uvažujme případ, kdy Alice a Bob mají každý po jedné částici a tyto dvě částice jsou kvantově provázány. Pro nedostatek invence předpokládejme, že těmito částicemi jsou fotony, jejichž stav je tvaru
{\displaystyle |\psi \rangle ={\frac {1}{\sqrt {2}}}\left(\left|0\right\rangle _{A}\otimes \left|0\right\rangle _{B}-\left|1\right\rangle _{A}\otimes \left|1\right\rangle _{B}\right).}
Pokud Alice tedy naměří stav {\displaystyle |0\rangle }, naměří i Bob u svého fotonu stav {\displaystyle |0\rangle }. Podobně pro {\displaystyle |1\rangle }. Jenže co když se Alice rozhodne měřit ne v bázi {\displaystyle |0\rangle /|1\rangle }, ale raději v bázi {\displaystyle |R\rangle /|L\rangle }? Vyjádříme-li stav {\displaystyle |\psi \rangle } pomocí stavů {\displaystyle |R\rangle =(|0\rangle +i|1\rangle )/{\sqrt {2}}} a {\displaystyle |L\rangle =(|0\rangle -i|1\rangle )/{\sqrt {2}}}, obdržíme
{\displaystyle |\psi \rangle ={\frac {1}{\sqrt {2}}}\left(\left|R\right\rangle _{A}\otimes \left|R\right\rangle _{B}+\left|L\right\rangle _{A}\otimes \left|L\right\rangle _{B}\right).}
Jestliže Alice naměří na svém fotonu stav {\displaystyle |R\rangle }, naměří Bob posléze na svém fotonu také {\displaystyle |R\rangle }, a podobně pro {\displaystyle |L\rangle }. Zdá se tedy, že pouze svou volbou měření může Alice ovlivnit, jaký stav „uvidí“ Bob na svém fotonu. Pokud se Alice rozhodne měřit stav {\displaystyle |0\rangle } či stav {\displaystyle |1\rangle }, bude mít Bob svůj foton též v jednom z těchto stavů. Pokud se ale Alice rozhodně měřit stav {\displaystyle |R\rangle } či {\displaystyle |L\rangle }, Bobův foton se též „rozhodne“ být v jednom z těchto nových stavů. Toto chování vzbuzuje pochybnosti, protože Bob může být od Alice velmi daleko a nemá s ní tak žádný přímý kontakt. Jak tedy může jeho foton vědět, do kterého stavu se má přetransformovat? Přesně na tento problém upozornil Einstein a jeho spolupracovníci v jejich slavném EPR článku. Ačkoli se tento článek zmiňuje v souvislosti s kvantovým provázáním, týká se jejich argument přísně vzato kvantového řízení.
Prvním, kdo zavedl pojem quantum steering, byl Schrödinger ve svém článku z roku 1935. Přesná matematická definice byla však podána až v roce 2007 a to následujícím způsobem. Řekneme, že stav {\displaystyle W} je steerable (česky doslova řiditelný) Alicí, pokud pravděpodobnosti naměření hodnoty {\displaystyle a} Alicí a hodnoty {\displaystyle b} Bobem nevyhovují vztahu
{\displaystyle P(a,b|A,B;W)=\sum _{j}p_{j}\cdot p(a|A,j)\cdot P(b|B;\rho _{j}),}
kde význam všech symbolů je tentýž jako v předchozích pododdílech a kde navíc symbolem {\displaystyle p(a|A,j)} označujeme (klasickou) pravděpodobnost naměření hodnoty {\displaystyle a} při použití aparátu {\displaystyle A} a situace označené indexem {\displaystyle j}. Jak vidno z uvedeného vzorce, quantum steering není symetrický vztah, na rozdíl od ostatních druhů uvedených korelací. Role Alice je zde jiná než role Boba. Quantum steering je druh kvantové korelace, která je silnější než kvantové provázání, ale současně slabší než Bellova nelokalita, která je popsána v následujícím pododdíle.

### Bellova nelokalita
Jako Bellova nelokalita (anglicky Bell nonlocality) se označuje situace, kdy daný provázaný stav porušuje Bellovu nerovnost. Bellova nelokalita je v právě probíraném kontextu nejsilnějším druhem korelace v kvantové fyzice a to v následujícím smyslu. Pokud je daný systém ve stavu, který vykazuje Bellovu nelokalitu, tak takový stav je nutně i provázaný a vykazuje quantum steering.
Předpokládejme situaci, kdy Alice ({\displaystyle A}) a Bob ({\displaystyle B}) mají každý po jedné částici a tyto dvě částice jsou v provázaném stavu {\displaystyle W}. Alice a Bob měří své částice a výsledky měření (výsledek {\displaystyle a} pro Alici a {\displaystyle b} pro Boba) jsou popsány pravděpodobnostním rozdělením {\displaystyle P(a,b|A,B;W)}. Řekneme, že stav {\displaystyle W} splňuje Bellovu nelokalitu, pokud pravděpodobnostní rozdělení {\displaystyle P(a,b|A,B;W)} nelze zapsat ve tvaru
{\displaystyle P(a,b|A,B;W)=\sum _{j}p_{j}\cdot p(a|A,j)\cdot p(b|B,j),}
kde {\displaystyle p(a|A,j)} je (klasické) pravděpodobnostní rozdělení výsledků měření jen pro Alici samotnou, {\displaystyle p(b|B,j)} je (klasické) pravděpodobnostní rozdělení výsledků měření jen pro Boba samotného a {\displaystyle p_{j}} je nějaké další (klasické) pravděpodobnostní rozdělení. Protože všechna tato pravděpodobnostní rozdělení musí splňovat podmínky {\displaystyle \sum _{j}p(a|A,j)=1} atd. (normalizace) a {\displaystyle p(a|A,j)\geq 0} atd. (pozitivita), není splnění vzorce uvedeného výše samozřejmé. Index {\displaystyle j} ve výrazech výše odpovídá skrytým proměnným.

### Post-kvantové korelace
Ukazuje se, že fyzikální systémy mohou teoreticky vykazovat ještě silnější korelace, než jaké jsou přípustné v kvantové fyzice. Tyto takzvané post-kvantové korelace (anglicky post-quatum correlations) nepopírají teorii relativity, to jest neumožňují šíření informace rychleji než je rychlost světla, podobně jako kvantové provázání, ale současně je nelze vysvětlit nejen pomocí klasické, ale ani pomocí kvantové fyziky. Tato zjištění vedou výzkumníky k hledání fyzikální teorie, která by byla obecnější než je kvantová mechanika. Konkrétním příkladem post-kvantových korelací jsou tzv. PR boxy.